# 2001年の日本
2001年の日本（2001ねんのにほん）では、2001年（平成13年）の日本の出来事・流行・世相などについてまとめる。

## 他の紀年法
日本では、西暦の他にも以下の紀年法を使用している。なお、以下の紀年法は西暦と月日が一致している。
- 元号
  - 平成13年
- 神武天皇即位紀元
  - 皇紀2661年
- 干支
  - 辛巳（かのと み）

## カレンダー
| 1月 |    |    |    |    |    |    |
| 日  | 月 | 火 | 水 | 木 | 金 | 土 |
|     | 1  | 2  | 3  | 4  | 5  | 6  |
| 7   | 8  | 9  | 10 | 11 | 12 | 13 |
| 14  | 15 | 16 | 17 | 18 | 19 | 20 |
| 21  | 22 | 23 | 24 | 25 | 26 | 27 |
| 28  | 29 | 30 | 31 |    |    |    |
|     |    |    |    |    |    |    |

| 2月 |    |    |    |    |    |    |
| 日  | 月 | 火 | 水 | 木 | 金 | 土 |
|     |    |    |    | 1  | 2  | 3  |
| 4   | 5  | 6  | 7  | 8  | 9  | 10 |
| 11  | 12 | 13 | 14 | 15 | 16 | 17 |
| 18  | 19 | 20 | 21 | 22 | 23 | 24 |
| 25  | 26 | 27 | 28 |    |    |    |
|     |    |    |    |    |    |    |

| 3月 |    |    |    |    |    |    |
| 日  | 月 | 火 | 水 | 木 | 金 | 土 |
|     |    |    |    | 1  | 2  | 3  |
| 4   | 5  | 6  | 7  | 8  | 9  | 10 |
| 11  | 12 | 13 | 14 | 15 | 16 | 17 |
| 18  | 19 | 20 | 21 | 22 | 23 | 24 |
| 25  | 26 | 27 | 28 | 29 | 30 | 31 |
|     |    |    |    |    |    |    |

| 4月 |    |    |    |    |    |    |
| 日  | 月 | 火 | 水 | 木 | 金 | 土 |
| 1   | 2  | 3  | 4  | 5  | 6  | 7  |
| 8   | 9  | 10 | 11 | 12 | 13 | 14 |
| 15  | 16 | 17 | 18 | 19 | 20 | 21 |
| 22  | 23 | 24 | 25 | 26 | 27 | 28 |
| 29  | 30 |    |    |    |    |    |
|     |    |    |    |    |    |    |

| 5月 |    |    |    |    |    |    |
| 日  | 月 | 火 | 水 | 木 | 金 | 土 |
|     |    | 1  | 2  | 3  | 4  | 5  |
| 6   | 7  | 8  | 9  | 10 | 11 | 12 |
| 13  | 14 | 15 | 16 | 17 | 18 | 19 |
| 20  | 21 | 22 | 23 | 24 | 25 | 26 |
| 27  | 28 | 29 | 30 | 31 |    |    |
|     |    |    |    |    |    |    |

| 6月 |    |    |    |    |    |    |
| 日  | 月 | 火 | 水 | 木 | 金 | 土 |
|     |    |    |    |    | 1  | 2  |
| 3   | 4  | 5  | 6  | 7  | 8  | 9  |
| 10  | 11 | 12 | 13 | 14 | 15 | 16 |
| 17  | 18 | 19 | 20 | 21 | 22 | 23 |
| 24  | 25 | 26 | 27 | 28 | 29 | 30 |
|     |    |    |    |    |    |    |

| 7月 |    |    |    |    |    |    |
| 日  | 月 | 火 | 水 | 木 | 金 | 土 |
| 1   | 2  | 3  | 4  | 5  | 6  | 7  |
| 8   | 9  | 10 | 11 | 12 | 13 | 14 |
| 15  | 16 | 17 | 18 | 19 | 20 | 21 |
| 22  | 23 | 24 | 25 | 26 | 27 | 28 |
| 29  | 30 | 31 |    |    |    |    |
|     |    |    |    |    |    |    |

| 8月 |    |    |    |    |    |    |
| 日  | 月 | 火 | 水 | 木 | 金 | 土 |
|     |    |    | 1  | 2  | 3  | 4  |
| 5   | 6  | 7  | 8  | 9  | 10 | 11 |
| 12  | 13 | 14 | 15 | 16 | 17 | 18 |
| 19  | 20 | 21 | 22 | 23 | 24 | 25 |
| 26  | 27 | 28 | 29 | 30 | 31 |    |
|     |    |    |    |    |    |    |

| 9月 |    |    |    |    |    |    |
| 日  | 月 | 火 | 水 | 木 | 金 | 土 |
|     |    |    |    |    |    | 1  |
| 2   | 3  | 4  | 5  | 6  | 7  | 8  |
| 9   | 10 | 11 | 12 | 13 | 14 | 15 |
| 16  | 17 | 18 | 19 | 20 | 21 | 22 |
| 23  | 24 | 25 | 26 | 27 | 28 | 29 |
| 30  |    |    |    |    |    |    |
|     |    |    |    |    |    |    |

| 10月 |    |    |    |    |    |    |
| 日   | 月 | 火 | 水 | 木 | 金 | 土 |
|      | 1  | 2  | 3  | 4  | 5  | 6  |
| 7    | 8  | 9  | 10 | 11 | 12 | 13 |
| 14   | 15 | 16 | 17 | 18 | 19 | 20 |
| 21   | 22 | 23 | 24 | 25 | 26 | 27 |
| 28   | 29 | 30 | 31 |    |    |    |
|      |    |    |    |    |    |    |

| 11月 |    |    |    |    |    |    |
| 日   | 月 | 火 | 水 | 木 | 金 | 土 |
|      |    |    |    | 1  | 2  | 3  |
| 4    | 5  | 6  | 7  | 8  | 9  | 10 |
| 11   | 12 | 13 | 14 | 15 | 16 | 17 |
| 18   | 19 | 20 | 21 | 22 | 23 | 24 |
| 25   | 26 | 27 | 28 | 29 | 30 |    |
|      |    |    |    |    |    |    |

| 12月 |    |    |    |    |    |    |
| 日   | 月 | 火 | 水 | 木 | 金 | 土 |
|      |    |    |    |    |    | 1  |
| 2    | 3  | 4  | 5  | 6  | 7  | 8  |
| 9    | 10 | 11 | 12 | 13 | 14 | 15 |
| 16   | 17 | 18 | 19 | 20 | 21 | 22 |
| 23   | 24 | 25 | 26 | 27 | 28 | 29 |
| 30   | 31 |    |    |    |    |    |
|      |    |    |    |    |    |    |

## 在職者
- 天皇: 明仁
- 内閣総理大臣: 森喜朗（自由民主党）、4月26日より小泉純一郎（自由民主党）
- 内閣官房長官: 福田康夫（自由民主党）
- 最高裁判所長官: 山口繁
- 衆議院議長: 綿貫民輔（自由民主党）
- 参議院議長: 井上裕（自由民主党）
- 国会: 第151回 (常会, 1月21日-7月31日)、第152回 (臨時会, 8月7日-10日)、第153回 (臨時会, 9月27日-12月7日)

## 世相
- 国民の圧倒的支持により小泉内閣が誕生（小泉旋風）。
- ローライズジーンズやロングマフラーが流行した。
- ドメスティック・バイオレンスの防止と被害者の保護を図るため、DV防止法が施行された。

### 2001年の流行語
米百俵・聖域なき改革・ワイドショー内閣などの「小泉語録」が新語・流行語大賞の年間大賞を受賞した（その他の受賞語は後節「#流行語」も参照）。

### 2001年の漢字
「戦」・・・世界情勢では、アメリカ同時多発テロ事件の発生と対テロ戦争の始まり、さらにその一環として開始されたアメリカ主導によるアフガニスタンの侵攻などテロや戦闘が絶えなかった。また、日本国内でもリストラや失業、狂牛病との戦いなど生活の場が戦場と化し、政治においても小泉内閣の構造改革をめぐる抵抗勢力との戦いなどが注目された。

## できごと

### 1月
- 1月1日
  - 21世紀の初日となるこの日、国際科学技術博覧会（1985年）で投函された「ポストカプセル郵便」（300万通以上）が、全国規模で配達された。
  - 西鉄大牟田線が「西鉄天神大牟田線」に名称を変更。同時に西鉄福岡駅が「西鉄福岡（天神）駅」に駅名を変更。
  - 箱根小涌園の温泉テーマパーク「ユネッサン」が開業。
  - シャープが液晶テレビ「AQUOS」を発売。
- 1月6日
  - 中央省庁再編が行われ、日本の中央省庁はこれまでの1府22省庁から1府12省庁へ再編統合された[1]。
  - 仙台市の北陵クリニックで、筋弛緩剤を点滴に混入して患者を殺害しようとした事件発覚（筋弛緩剤点滴事件）。
- 1月9日 - 東急ホテルズ設立。
- 1月12日 - 日産自動車が「シーマ」をモデルチェンジ（30日には「プリメーラ」がモデルチェンジ）。
- 1月17日 - 広島家族3人放火殺人事件
- 1月21日 - 田無市と保谷市が合併し、西東京市が誕生。21世紀最初の市が誕生する。
- 1月23日 - 額賀福志郎経済財政政策担当大臣がKSD事件をめぐり、1500万円の献金を受領していた責任を取り、辞任をする（後任は麻生太郎元経済企画庁長官）[1]。
- 1月24日 - トヨタ自動車が「カローラランクス」を発売（5月には「カローラスパシオ」をモデルチェンジ）。
- 1月26日
  - JR山手線新大久保駅で、プラットホームから男性が転落し、助けようとして線路に飛び降りたカメラマンと韓国人留学生の男性が進入してきた電車にはねられ、3人とも死亡する。。
  - 京都市に新しい商業施設新風館がオープンした。
- 1月30日 - ダイエー創業者の中内㓛が同社の臨時株主総会で会長職を辞任。中内によるダイエー支配に幕。
- 1月31日
  - 日航機同士が焼津市沖合でニアミスする（日本航空機駿河湾上空ニアミス事故）。
  - セガ、家庭用ゲームハードからの撤退を発表。

### 2月

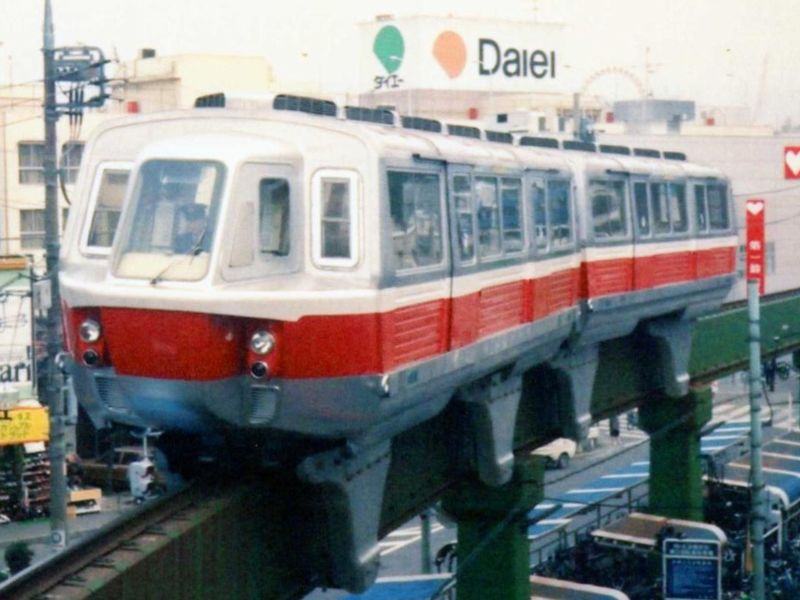
小田急向ヶ丘遊園モノレール線全線廃止（2月1日）

- 2月1日 - 車両故障のため2000年2月13日から休止していた小田急向ヶ丘遊園モノレール線（向ヶ丘遊園駅 - 向ヶ丘遊園正門駅間）を全線正式に廃止。
- 2月9日 - 宇和島水産高等学校の実習船がアメリカ海軍の原子力潜水艦にハワイ沖で衝突されるえひめ丸事故発生[2]。
- 2月22日 - コロンビア邦人副社長誘拐事件発生。

### 3月
- 3月1日

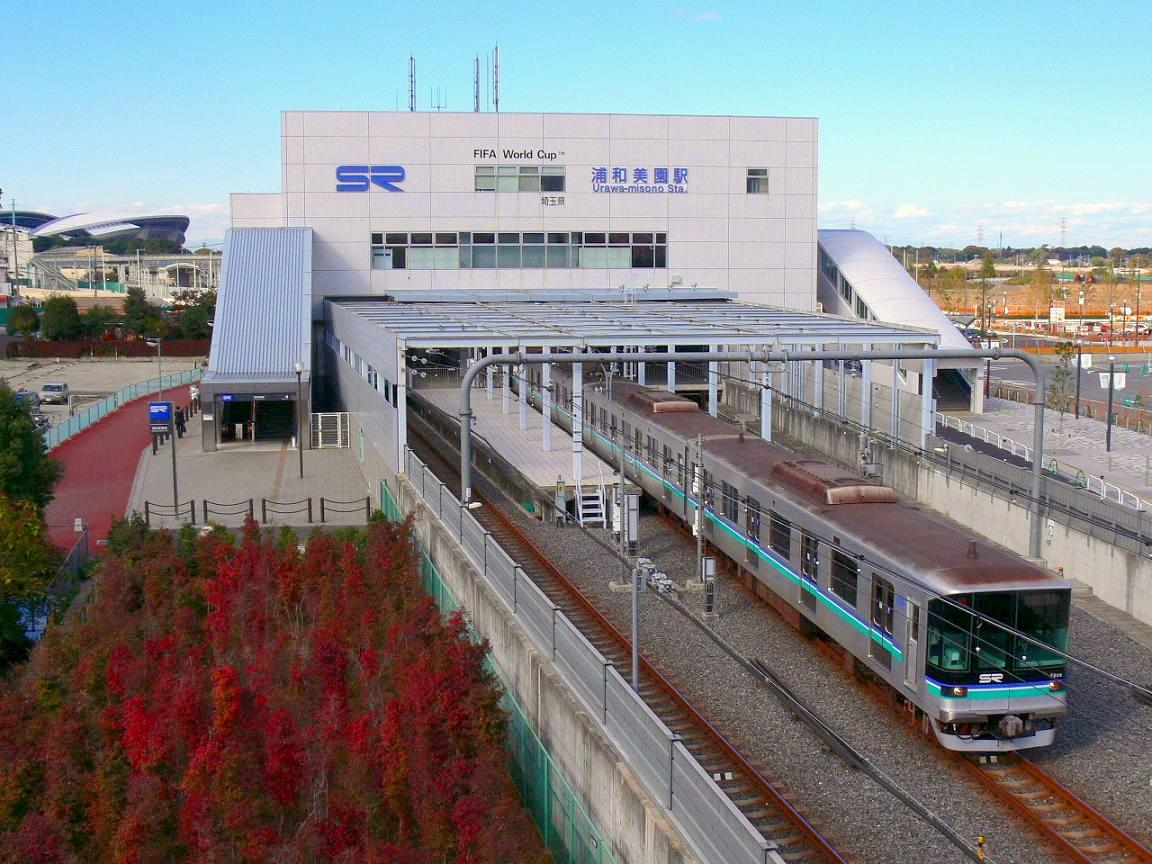
埼玉高速鉄道線開業（3月28日）

ユニバーサル・スタジオ・ジャパン開園（3月31日）

  - 舞浜駅前に日本最大級のディズニーショップ「ボン・ヴォヤージュ」がオープン。
  - JR西日本桜島線にユニバーサルシティ駅が開業、同線に「JRゆめ咲線」の愛称が付けられる。
  - 東京地検、KSD事件で村上正邦元労働大臣を収賄容疑で逮捕。
- 3月6日 - 北海道室蘭市で16歳の女子高校生が失踪。事件から23年が経過した2024年時点でも未解決事件となっている[3]。
- 3月17日 - 阪神・淡路大震災で被災した神戸市・摩耶山の摩耶ケーブル・摩耶ロープウェーが6年ぶりに運行再開。
- 3月19日 - 量的金融緩和政策の開始（2006年7月まで）。
- 3月21日 - ゲームボーイアドバンスが発売される。
- 3月23日
  - 日本初のガイドウェイバス『ゆとりーとライン』が名古屋市に開通。
  - 東京生命保険が経営破綻。10月にT&Dフィナンシャル生命保険として再建。
- 3月24日 - 平成13年芸予地震 (Mw 6.8) が起こる[4]。
- 3月25日 - 阪神甲子園球場で第73回選抜高等学校野球大会が開幕。
- 3月27日 - 日本テレビの『ルックルックこんにちは』がこの日の放送を最後に放送終了。
- 3月28日
  - 埼玉高速鉄道（赤羽岩淵駅 - 浦和美園駅間）が全線開業、営団地下鉄南北線・東急目黒線との直通運転を開始。
  - 東京地裁、薬害エイズ事件で業務上過失致死罪に問われた安部英元帝京大学副学長に無罪判決。
- 3月29日 - 東京地裁、法の華三法行に破産宣告、宗教法人は解散に。
- 3月30日 - 日本製紙と大昭和製紙が株式移転により持株会社の日本ユニパックホールディング（現：日本製紙グループ本社）を設立。
- 3月31日
  - 下北交通大畑線、のと鉄道七尾線穴水駅 - 輪島駅間がこの日限りで廃止。
  - ユニバーサル・スタジオ・ジャパン（USJ）が大阪市に開業。

### 4月
- 4月1日
  - 情報公開法が施行[5]。

三井住友銀行発足（4月1日）

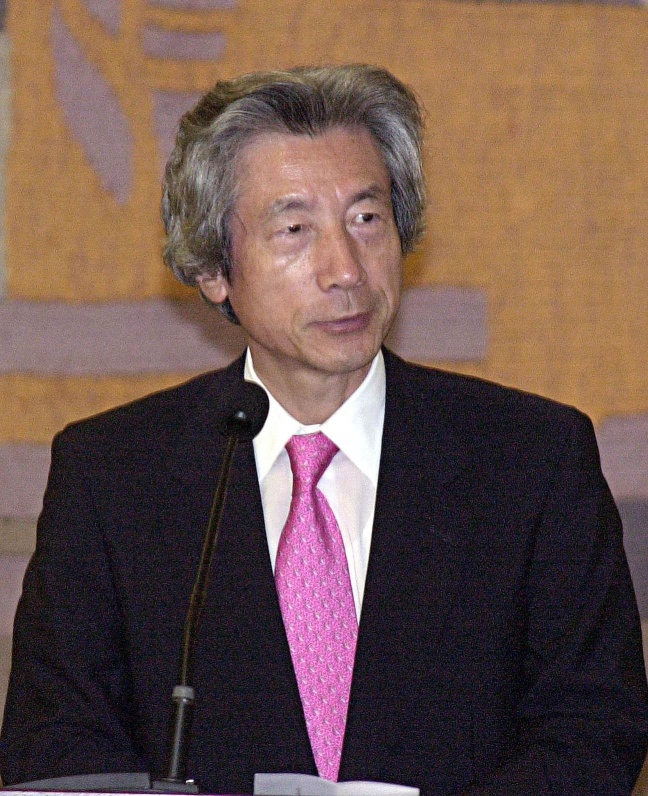
小泉純一郎が第87代日本国首相に就任（4月26日、2004年9月16日撮影）

  - さくら銀行と住友銀行が合併して三井住友銀行誕生。
  - 前年5月に経営破綻した第一火災海上保険が、救済企業が現れなかったため、保険契約を損害保険契約者保護機構に移して解散。
- 4月2日
  - 避難訓練の約束に「戻らない」を追加（標語は「押さない、走らない、喋らない、戻らない」で「おはしも」となる）。
  - 三和銀行と東海銀行、東洋信託銀行の3行が経営統合して金融持株会社UFJホールディングスが発足。
- 4月3日 - 「新しい歴史教科書をつくる会」執筆の中学校歴史と公民の教科書が検定合格。
- 4月4日 - 第73回選抜高等学校野球大会の決勝戦が阪神甲子園球場で行われ、常総学院が仙台育英を7-6で破り初優勝。
- 4月5日 - 本田技研工業が「ステップワゴン」をモデルチェンジ（12月6日には「シビックタイプR」を発売）。
- 4月9日 - トヨタ自動車が「Will VS」を発売（同日、「ソアラ」がモデルチェンジ）。
- 4月13日
  - DV防止法公布。
  - 13日の金曜日、仏滅、三隣亡が重なった[6]。
- 4月20日 - 日産自動車と無印良品で知られる良品計画との共同開発車、「MujiCar1000」を発売。
- 4月26日
  - 森内閣退陣に伴い、小泉純一郎が第87代内閣総理大臣に就任[5]。第1次小泉内閣発足[5]。
  - 日産自動車が「キャラバン」をモデルチェンジ。乗用グレードは縮小される。
- 4月30日 - 東京都台東区の路上で、女子短大生がぬいぐるみ帽子の男に刺殺される。

### 5月
- 5月1日

ウィキペディア日本語版開設（5月20日）

  - 埼玉県浦和市・大宮市・与野市の3市が合併し、さいたま市が誕生。
  - マイライン開始。
- 5月8日 - 武富士弘前支店強盗殺人・放火事件発生。2002年3月4日に容疑者逮捕[4]。
- 5月14日 - トヨタ自動車が「イプサム」をモデルチェンジ。
- 5月20日 - ウィキペディア日本語版が開設される。
- 5月22日 - 富士重工業株式会社が「レガシィ」をマイナーチェンジし、ついに待望の六連星が復活した。
- 5月23日 - 小泉首相は熊本地裁のハンセン病訴訟で控訴断念することを決定。
- 5月27日 - 大相撲夏場所千秋楽の優勝決定戦で貴乃花が右足半月板損傷の重傷を押して武蔵丸を上手投げで破り優勝。貴乃花への内閣総理大臣杯授与の際の小泉首相の「痛みに耐えてよく頑張った!感動した!おめでとう!」の発言が話題となった。
- 5月31日
  - 高知県ヤミ融資事件（モード・アバンセ事件）の舞台となった縫製業協業組合モード・アバンセが事実上の倒産。
  - 新車両への入れ替えに伴う工事のため運休していた東京都交通局上野懸垂線が運行を再開。

### 6月
- 6月4日 - トヨタ自動車が「ブレビス」を発売（同日、「アルテッツァジータ」を発売）。
- 6月8日 - 大阪教育大附属池田小児童殺傷事件が発生、児童8人が死亡し、児童および教職員を含む15人が負傷する惨事となった[4]。
- 6月18日 - 日産自動車が「スカイライン」をモデルチェンジ（詳しくは「セダン」及び「クーペ」の項目も参照）。エンジンがV6となる。
- 6月21日 - 本田技研工業が「フィット」を発売。日本カー・オブ・ザ・イヤーを受賞するなど、ホンダの看板車種となった（7月2日には「インテグラ」がモデルチェンジ）。
- 6月22日 - 改正JR会社法施行。JR本州3社の純粋民間会社（非特殊会社）化が実現。
- 6月24日 - 京福電鉄越前本線で、正面衝突事故。25人重軽傷。
- 6月29日 - 富士コカ・コーラボトリングと中京コカ・コーラボトリングが経営統合し、コカ・コーラ セントラル ジャパン設立（2005年1月、コカコーラセントラルが富士と中京を合併）。

### 7月

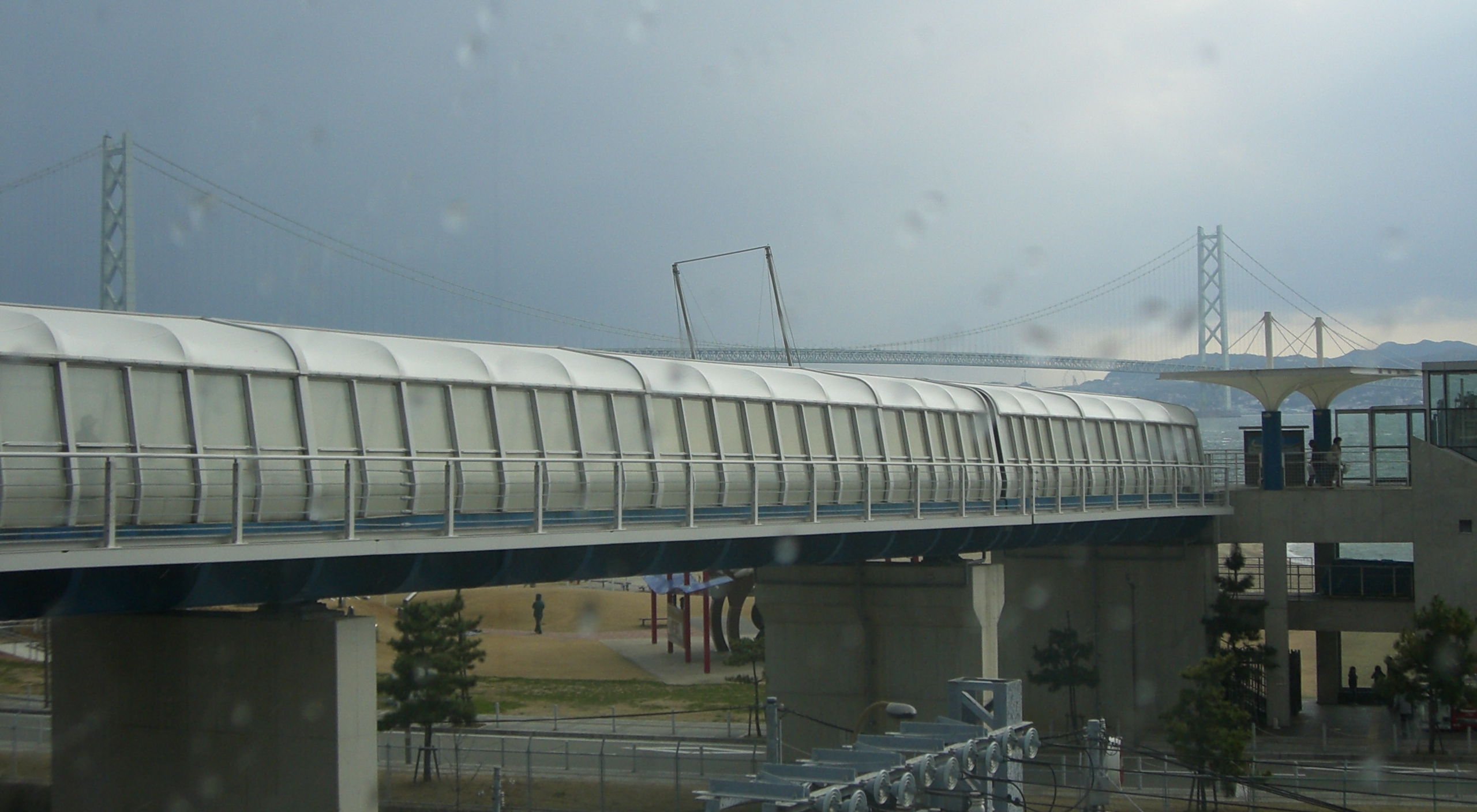
明石花火大会歩道橋事故の現場（7月21日発生）

- 7月4日 - 福岡県北九州市八幡東区東田地区で「北九州博覧祭2001」が開催（11月4日まで）。
- 7月7日
  - 福島県須賀川市で「うつくしま未来博」が開催（9月30日まで）。
  - 神戸市営地下鉄海岸線、三宮・花時計前駅 - 新長田駅間が開業。
- 7月9日 - 名古屋地方裁判所（石山容示裁判長）は大阪・愛知・岐阜連続リンチ殺人事件（1994年に発生）で4人を死亡させたとして殺人罪・強盗殺人罪に問われていた事件当時少年の被告人3人（2人は事件当時19歳・1人は18歳）のうち、主犯格とされた1人を死刑、残り2人を無期懲役に処する判決を言い渡した[7]。その後、2005年に控訴審・名古屋高裁で3人とも死刑判決を受け[8] 2011年に確定。少年事件における死刑判決は連続ピストル射殺事件の被告人・永山則夫に言い渡された上告審判決（1983年）以降では当時3件目だった。
- 7月13日 - 2008年夏季オリンピック開催地が北京に決定。候補に挙がっていた大阪市は1回目の投票で落選。
- 7月14日 - 山口県吉敷郡阿知須町きらら浜で「山口きらら博」が開催（9月30日まで）。北九州博覧祭2001、うつくしま未来博とともに、日本国内で同時期に3か所で地方博覧会が開催されることとなった。
- 7月16日 - トヨタ自動車が「ヴェロッサ」を発売（これにより「チェイサー」は24年、「クレスタ」は21年の歴史に幕）。
- 7月20日
  - 世界水泳シンクロのデュエットで立花美哉・武田美保組が金メダルを獲得。
  - 映画「千と千尋の神隠し」（宮崎駿監督）が劇場公開。
- 7月21日 - 兵庫県明石市のJR山陽線朝霧駅の歩道橋で花火大会の見物客が将棋倒し（群衆雪崩）になり、11人死亡。
- 7月27日 - 東京ディズニーリゾート (TDR) 内を運行する「ディズニーリゾートライン」が開業。
- 7月29日 - 第19回参議院議員選挙（7月12日公示）[5]。

### 8月
- 8月8日 - 第83回全国高等学校野球選手権大会が阪神甲子園球場で開幕。
- 8月13日 - 小泉首相が靖国神社を参拝[5]。中国・韓国など激しく反発。
- 8月16日 - 26日 - 秋田県で秋田ワールドゲームズ2001が開催。
- 8月21日
  - ジャスコ株式会社がイオン株式会社に社名変更、同時にグループの呼称も「イオングループ」から「イオン」に統一される。
  - トヨタ自動車が「ウィンダム」をモデルチェンジ（同月には「クラウンセダン」をモデルチェンジ）。
- 8月22日 - 第83回全国高等学校野球選手権大会の決勝が阪神甲子園球場で行われ、西東京代表の日大三が滋賀代表の近江を5-3で下し初優勝。
- 8月26日 - 世田谷区太子堂にて男が世田谷署の警察官を刃物で襲撃する事件が発生する。警官は発砲し加害者は死亡、被害者の警官は病院に搬送されるも死亡した。加害者は被疑者死亡のまま書類送検された。[9]
- 8月29日 - H-IIAロケット試験機1号機が種子島宇宙センターから打ち上げられる。

### 9月

東京ディズニーシー開園（9月4日）

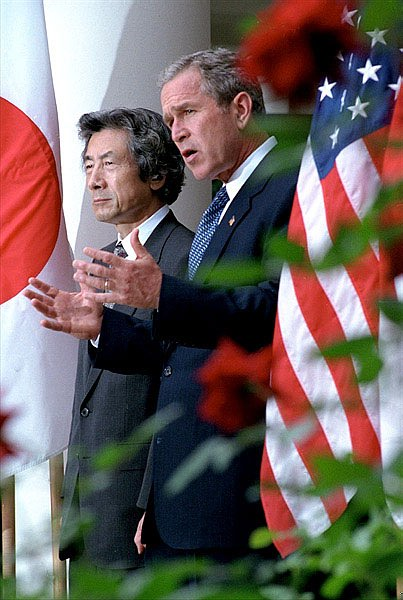
ホワイトハウスで会談する小泉総理とブッシュ大統領（9月25日）

- 9月1日 - 東京都新宿区歌舞伎町の雑居ビルで放火によるとみられる火災が発生し、44人が死亡。日本で発生した火災としては戦後5番目の大惨事となった。
- 9月4日
  - 東京ディズニーシー開園。
  - 東京ディズニーシー内のディズニーホテル「東京ディズニーシー・ホテルミラコスタ」開業。
- 9月9日 - コンピュータシステムにおける2001年9月9日問題により、一部システムで障害が発生。
- 9月10日 - 千葉県白井市の酪農家で飼育していた乳牛1頭に牛海綿状脳症（狂牛病）に感染した疑いがあることを農林水産省が発表[10]。のち正式に狂牛病と確認され日本国内初の狂牛病感染牛となった。
- 9月11日 - アメリカ同時多発テロ事件発生。日本人24人が死亡し、日系企業への被害も多数生じる。日本でも通常番組を取りやめ長時間の特別報道番組が放送される。
- 9月12日 - 1984年以来17年ぶりに日経平均株価が終値で1万円を下回る。
- 9月18日 - 本田技研工業が「CR-V」をモデルチェンジ（12月14日には「シビックハイブリッド」を発売）。
- 9月25日 - 中日の星野仙一監督が勇退し、後任に山田久志投手兼ヘッドコーチが昇格。
- 9月26日 - リーグ優勝へのマジックナンバーを1とした近鉄がこの日、大阪ドームで行われた対オリックス戦の終盤、2対5とリードされた9回裏無死満塁の場面で、代打に送られた北川博敏が日本プロ野球史上初となる「代打逆転サヨナラ満塁優勝決定本塁打」を決め、12年ぶり4度目のパ・リーグ優勝を果たした。
- 9月27日 - トヨタ自動車が「カムリ」をモデルチェンジ。
- 9月28日 - 日本テレビの『ズームイン!!朝!』・『ジパングあさ6』・『あさ天5』放送終了。
- 9月30日
  - 巨人の長嶋茂雄監督が勇退し、巨人史上初の終身名誉監督に。後任に原辰徳ヘッドコーチが昇格。
  - 名古屋鉄道（名鉄）揖斐線黒野駅 - 本揖斐駅間、谷汲線全線、八百津線全線、竹鼻線江吉良駅 - 大須駅間がこの日限りで廃止。
  - 名鉄犬山線とJR東海高山本線とを直通する特急「北アルプス」が廃止。

### 10月
- 10月1日

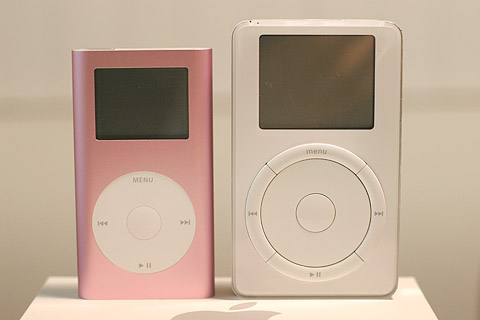
Appleが初代iPod発表（右、10月23日）

  - トステムとINAXが経営統合し、INAXトステム・ホールディングス（現：LIXILグループ）が発足。
  - 三菱グループの製薬会社「三菱東京製薬株式会社」と、武田薬品工業の子会社「ウェルファイド株式会社」が合併「三菱ウェルファーマ株式会社」（現:田辺三菱製薬株式会社）を設立。
- 10月2日 - 憲政記念館大食堂で武部勤農林水産大臣・坂口力厚生労働大臣ら与党3党の国会議員による「牛肉を大いに食べる会」が開かれる。
- 10月5日 - 九州旅客鉄道（JR九州）筑豊本線（一部鹿児島本線）門司港駅 - 飯塚駅間および若松駅 - 飯塚駅間で運行されていた50系客車使用の普通列車が翌日の電化に伴いこの日限りで運行終了。これによりJRグループの路線から「レッドトレイン」と呼ばれる車体塗装が赤色の50系客車を使用する普通列車が消滅した。
- 10月6日
  - JR九州筑豊本線折尾 - 桂川間と篠栗線全線が電化。電化に伴いダイヤ改正が行われ、黒崎駅 - 直方駅 - 飯塚駅 - 桂川駅 - 博多駅間に「福北ゆたか線」の愛称が付けられる。
  - ヤクルトが対横浜戦（横浜スタジアム）に4対3で勝利し、4年ぶり6度目のセ・リーグ優勝を達成。
- 10月16日 - 日産自動車が「ステージア」をモデルチェンジ。
- 10月23日 - AppleがiPod発表。当初はMacintosh専用であったが、革命的なデジタルオーディオプレーヤーとして話題になり、ヒットする。
- 10月25日 - 日本シリーズ、ヤクルトが近鉄に4対2で勝利し、4勝1敗で4年ぶり5度目の日本一。

### 11月
- 11月1日 - 東京証券取引所が株式会社に組織変更。
- 11月3日 - 11日 - 第16回国民文化祭群馬開催。開会式・オープニングフェスティバルは史上初の野外開催。
- 11月12日
  - 群馬県伊勢崎市の住宅で餓死した女性の遺体が発見される。
  - 愛知県一宮市で10歳の女児が失踪。2024年現在も未発見である[11]。
- 11月16日 - トヨタ自動車が「ヴォクシー」/「ノア」を発売（「ライトエースノア」/「タウンエースノア」の後継車）。
- 11月18日 - JR東日本がICカード「Suica」のサービスを開始。

### 12月
- 12月1日
  - 皇太子徳仁親王（後の第126代天皇）に第1子、敬宮愛子内親王が誕生[4]。
  - 東日本旅客鉄道（JR東日本）は「湘南新宿ライン」の運転開始。
- 12月3日 - 最高裁判所第二小法廷（亀山継夫裁判長）は、市川一家4人殺害事件（1992年3月発生）で強盗殺人罪などに問われ、死刑を言い渡した東京高等裁判所の判決を不服として上告していた被告人（事件当時19歳の少年）の上告を棄却する判決を宣告。同判決により被告人は、事件当時少年としては永山則夫以来となる死刑が確定（少年死刑囚）[12]、2017年12月に東京拘置所で死刑を執行された[13]。
- 12月5日 - タレントの野村沙知代が脱税の疑いで東京地検特捜部により逮捕される。その責任を取る形で夫である野村克也阪神タイガース監督が辞任。
- 12月7日 - 高松琴平電気鉄道が民事再生法適用を申請。前年7月にそごうグループが経営破綻したことにより、自社瓦町駅のターミナルビル（コトデン瓦町ビル）に入居していた「コトデンそごう」が閉店したことが引き金となった。列車の運行などは継続。
- 12月9日 - タレント田代まさしが軽犯罪法違反の現行犯で逮捕。11日には覚せい剤取締法違反容疑（使用・所持）で再逮捕された。これを受け、当時所属していたエムティエムプロダクションは11日付で田代の契約を解除。
- 12月12日 - 前中日ドラゴンズ監督の星野仙一が野村克也の後任として、阪神の新監督に就任。18日には就任会見が開かれた。
- 12月13日 - 財政再建団体となっていた福岡県赤池町の再建完了を発表。
- 12月15日 - プロゴルファーの横尾要とタレントのかとうれいこが結婚[14]。
- 12月17日 - 青森県住宅供給公社巨額横領事件の被疑者が逮捕される。
- 12月21日 - 本田技研工業が「モビリオ」を発売（6月に発売された「フィット」をベースとしたコンパクトミニバン）。
- 12月22日 - 九州南西海域工作船事件発生[15]。
- 12月25日
  - トヨタ自動車が「プレミオ」/「アリオン」を発売（「コロナ」/「カリーナ」の後継車）。
  - テレビ朝日で第1回M-1グランプリが放送。初代王者に中川家。
- 12月28日 - 石川銀行が経営破綻。

## 社会

### 教育
- 全学校がインターネットに対応する。

### イベント・行事
- 横浜トリエンナーレ2001（9月2日〜11月11日開催） - 初開催となる現代アートの国際展。

## 自然科学

### ノーベル賞
- 野依良治がノーベル化学賞を受賞（日本人の同賞受賞は2年連続）。

## 天候・天災・観測等

### 天候・天災
- 冬の天候は、各地で初雪がかなり遅く暖冬気味であったが、1月中旬に冬型の気圧配置が強まり日本海側では大雪となり寒い時期があった。北日本では強い寒気の流れ込みが続いたため1988年以来の「寒冬」となり、特に北海道では3ヶ月通して記録的低温となった。ただし西日本や東日本は平年並みで九州南部以南は暖冬、南西諸島では記録的な「暖冬」であった。

- 夏は太平洋高気圧の勢力が例年以上に強く、前年に続き猛暑となった。全国的に空梅雨気味だった。

時系列
- 1月中旬　- 強い寒波の流れ込みにより日本海側で大雪。寒波のピークとなった1月16日、金沢市では1日で85cmの積雪を観測し、観測史上1位の積雪となった。九州地方でも長崎市では観測史上4番目となる14cmの積雪となった。
- 1月27日 - 南岸低気圧により関東地方で大雪。
- 3月上旬　- 3月としては顕著な低温。記録的に強い寒波の流れ込みにより、全国的に真冬以下の厳しい寒さに見舞われ、北海道から九州にかけて雪が降った。大津市や京都市では季節外れの寒波による瀬戸内ビームにより3月としては異例の大雪となった。特に8日には3月の雪が30年に一度と非常に稀な宮崎市でも一時降雪を観測した。
- 3月24日 - 芸予地震発生。M6.4。最大震度6弱。
- 3月31日 - 4月1日 - この日、上空に寒気が居座っており南岸低気圧の通過で関東地方でこの時期としては季節外れの降雪を観測。東京都内では35年ぶりに桜満開後の異例の降雪となった。ただし東海以西では概ね晴れで降雪は観測されなかった。
- 4月3日 - 静岡県中部地方で最大震度5強の地震が発生。M5.1。
- 7月24日 - 群馬県前橋市で40.0℃、静岡県佐久間町では40.2℃と関東甲信地方を中心に猛暑を観測し、最高気温の観測記録を更新した。
- 8月22日 - 台風11号が紀伊半島に上陸。この台風が通過後、秋風が吹き全国的に涼しくなるが一気に秋とはならず、8月終盤から残暑が厳しくなった。
- 9月11日 - 台風15号が関東地方に12年ぶりに上陸。
- 12月2日 - 岩手県内陸南部で最大震度5弱の地震が発生。M6.3。

### 天文現象
- 11月19日 - しし座流星群がピーク。流星の大出現となり、日本でも多くの地域で天候に恵まれ、1時間あたり数百〜数千個の流星雨が観測できた。

## 文化と芸術

### 流行
- 小泉旋風
- 新世紀ブーム
- スケルトン（トランスルーセント）デザインが流行。

#### 流行語
新語・流行語大賞
以下に本年の受賞語を列記する。なお、肩書きや役職などは受賞当時のものである。
- 年間大賞：「小泉語録」（小泉純一郎 〈内閣総理大臣〉）
  - 米百俵
  - 聖域なき改革
  - 恐れず怯まず捉われず
  - 骨太の方針
  - ワイドショー内閣
  - 改革の「痛み」
- トップテン入賞
  - 『明日があるさ』（Re:Japan）
  - e－ポリティックス（天野外支子 〈市民団体代表〉）
  - 狂牛病（一瀬邦夫 〈ペッパーフードサービス代表〉）
  - 塩爺 (しおじい)（塩川正十郎 〈財務大臣〉）
  - ショー・ザ・フラッグ
  - 生物兵器 (BC兵器)（常石敬一 〈神奈川大学教授〉）
  - 抵抗勢力
  - ドメスティック・バイオレンス (DV)（DV調査研究会）
  - ブロードバンド（孫正義 〈ソフトバンク代表〉）
  - 「ヤだねったら、ヤだね」（氷川きよし 〈演歌歌手〉）
- 語録賞（受賞者）
  - 「人間て、なかなか死なないもんだ」（武智三繁 〈長崎県の漁船船長〉）
  - 「ファンの皆さま本当に日本一、おめでとうございます」（若松勉 〈ヤクルトスワローズ監督〉）

#### ファッション
- 柄タイツ・ストッキング流行。左右の柄の違いを楽しむ履き方も話題に。
- 夏にワンショルダーが流行。
- ミュールが定着。
- 浜崎あゆみがファッションリーダーに。
- 主婦と生活社より「LEON」創刊。
- カリスマ・美容師、厚底サンダル・ガングロ・ヤマンバの人気もこの年からピークとなる。

### 建築

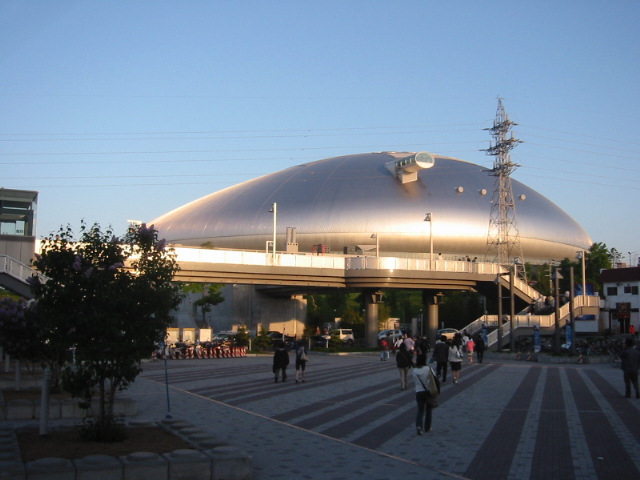
札幌ドーム

竣工

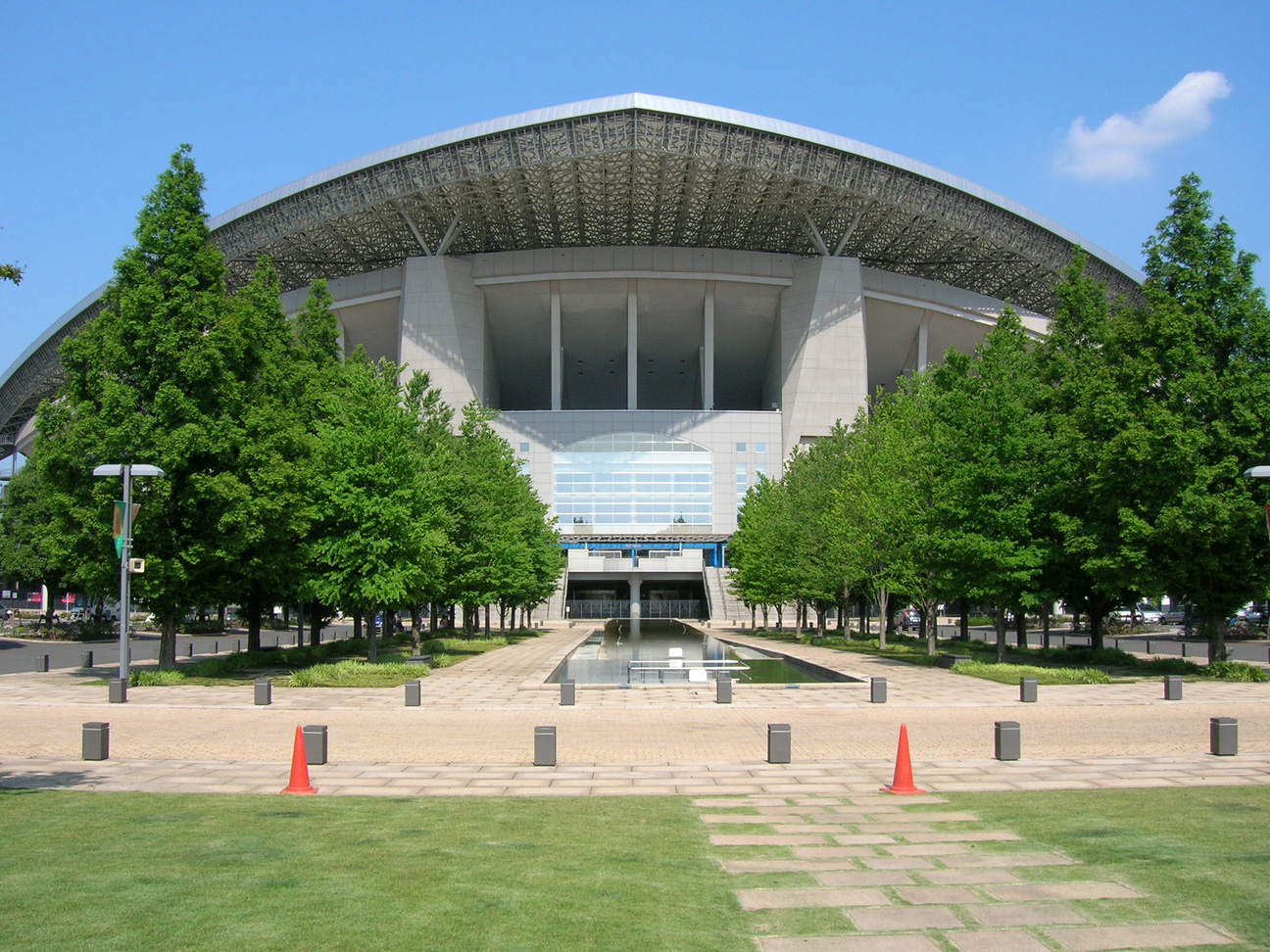
埼玉スタジアム2002
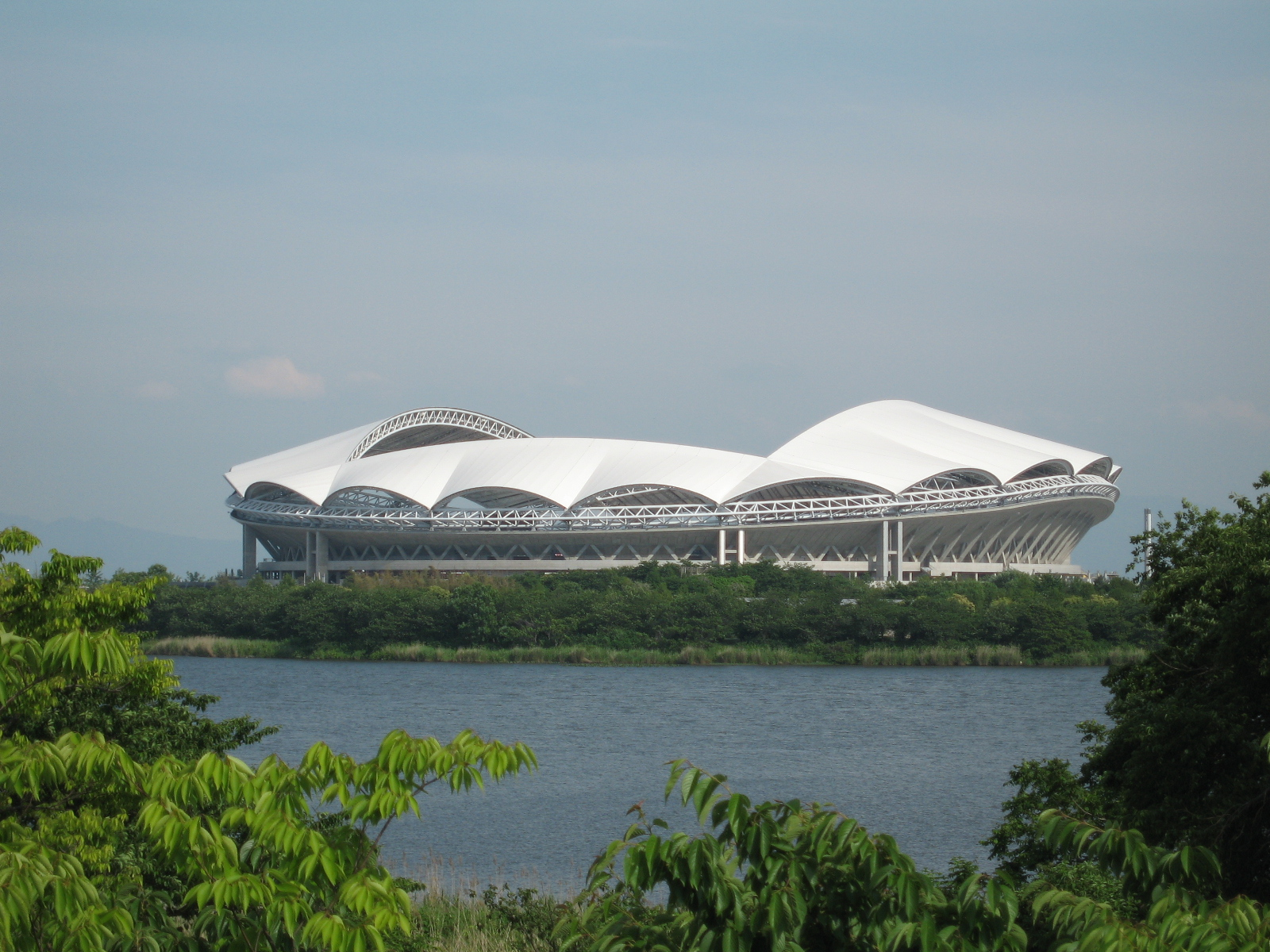
3月 - 新潟スタジアム
- 5月 - 札幌ドーム

- 埼玉スタジアム2002
- 新潟スタジアム

解体

### 出版
ベストセラー
- 宮部みゆき『模倣犯』
- 新しい歴史教科書をつくる会『新しい歴史教科書』

#### 文学
- 芥川賞
  - 第125回（2001年上半期）：玄侑宗久 『中陰の花』
  - 第126回（2001年下半期）：長嶋有 『猛スピードで母は』
- 直木賞
  - 第125回（2001年上半期）：藤田宜永『愛の領分』
  - 第126回（2001年下半期）：山本一力『あかね空』、唯川恵『肩ごしの恋人』

### 音楽
- 8cmシングルが徐々に減り、マキシシングルの時代に。
- 浜崎あゆみと宇多田ヒカルの二大歌姫が依然として高い人気を誇る。
- モーニング娘。（『恋愛レボリューション21』（2000年12月13日）、『ザ☆ピ〜ス!』（7月25日））を中心にミニモニ。、タンポポ、プッチモニなどのハロー!プロジェクト勢が爆発的人気であった。
- 氷川きよしブレイク。
- 桑田佳祐、『波乗りジョニー』（7月4日）、『白い恋人達』（10月24日）が共にミリオンヒット。
- 2000年12月13日 - 『M』（浜崎あゆみ）。2001年度年間2位（オリコン）。
- 1月1日 - 『fragile』（Every Little Thing）
- 1月9日 - Apple Computer、iTunesをリリース。11月17日にiPodを発売。革新的なミュージックプレイヤーとしてMacintoshユーザーの間に広まるが、いずれもまだこの時期はWindowsには対応しておらず、大ヒットするのは2003年以降である。
- 1月11日 - 『THE GREATEST HITS』（LOVE PSYCHEDELICO）。同アルバムに『LADY MADONNA 〜憂鬱なるスパイダー〜』、『Your Song』、『Last Smile』収録。
- 1月17日 - 『come again』（m-flo）
- 1月31日 - 『プライマル。』（THE YELLOW MONKEY）。同月の活動休止後にリリースされたシングル。
- 1月31日 - 『evolution』（浜崎あゆみ）。
- 2月7日 - 『ボクの背中には羽根がある』（KinKi Kids）。日本テレビ系土曜ドラマ『向井荒太の動物日記 〜愛犬ロシナンテの災難〜』主題歌。
- 2月7日 - 『UMBRA』（BOOM BOOM SATELLITES）
- 2月7日 - 『BOARDING』（T.M.Revolution）。
- 2月16日 - 『明日があるさ』（ウルフルズ）
- 2月21日 - 『TEAM ROCK』（くるり）。同アルバムに『ワンダーフォーゲル』、『ばらの花』、『リバー』収録。
- 2月21日 - テレビ番組「THE夜もヒッパレ」から生まれたアイドルユニット「てん・むす」が「さくらさく」でCDデビュー、しかしこれがきっかけでユニット解散。
- 3月4日 - 『ultra soul』（B'z）。2001年世界水泳選手権大会公式テーマソング。
- 3月5日 - CHEMISTRY、『PIECES OF A DREAM』でデビュー。その後、ヒットを連発。
- 3月8日 - JUDY AND MARYが解散。
- 3月14日 - 『天体観測』（BUMP OF CHICKEN）。ロングヒットし、00年代ギターロックの幕開けとなる。
- 3月22日 - コブクロ『YELL〜エール〜/Bell』でメジャーデビュー。
- 3月23日 - 『涙そうそう』（夏川りみ）
- 3月28日 - 『花』（ASA-CHANG&巡礼）。映画『けものがれ、俺らの猿と』エンディングテーマ。
- 3月28日 - 『Distance』（宇多田ヒカル）。同アルバムに『Addicted To You』、『Wait&See 〜リスク〜』、『 For You』、『Can You Keep A Secret?』収録。
- 4月25日 - 『NEW WAVE JACKET』（POLYSICS）。
- 4月25日 - 『Red Curb』（レイ・ハラカミ）。同アルバムに『June』収録。
- 4月25日 - 『KARAOKEJACK』（石野卓球）
- 5月13日 - 野猿が撤収（解散）。
- 5月23日 - 『Lifetime Respect』（三木道三）。レゲエで初のミリオンヒット。
- 5月23日 - 『サラウンド』（クラムボン）。
- 5月23日 - 『LOVEBEAT』（砂原良徳）。
- 6月6日 - 『ENO』（POLYSICS）。
- 6月27日 - 『アゲハ蝶』（ポルノグラフィティ）。自身二枚目のミリオンヒット。
- 7月6日 - 『さくらの唄』（GOING STEADY）。同アルバムに『銀河鉄道の夜』収録。
- 7月25日 - 『The Last Supper』（電気グルーヴ）メジャーデビュー10周年トリビュートアルバム。
- 8月1日 - 『Your innocence』（hiro）。
- 8月8日 - 『secret base 〜君がくれたもの〜』（ZONE）。井上真央出演の昼ドラマ『キッズ・ウォー3（およびファイナル）』の主題歌。
- 9月 - L'Arc〜en〜Cielのhyde、tetsu、yukihiroがそれぞれHYDE、TETSU69、acid androidとしてのソロ活動を開始。
- 9月12日 - 『やさしいキスの見つけ方』(島谷ひとみ)。
- 9月16日 - 『MESSAGE』（MONGOL800）。同アルバムに『小さな恋のうた』、『あなたに』収録。インディーズアルバム史上初となるオリコン1位を獲得し、2002年度年間売り上げ3位となる。
- 9月 - 電気グルーヴ、活動休止。　9月8日に横浜アリーナで行なわれた「WIRE01」でのライヴを最後に、NHK-BS2の特別番組内にて電気グルーヴの無期限活動休止を宣言。（それから約3年が経過した2004年3月24日、ベストアルバム『SINGLES and STRIKES』を発売して活動を再開した。）
- 10月3日 - 国際現代音楽協会（ISCM）が主催する世界最大の現代音楽祭、ISCM World Music Days横浜大会が開幕。70年以上の歴史を持つ同音楽祭の史上初めての日本での開催。
- 10月5日 - 『COPY』（Syrup 16g）。同アルバムに『生活』収録。
- 10月11日 - 『夢追い虫』（スピッツ）
- 10月11日 - 『One』（RIP SLYME）
- 10月24日 - 『春夏秋冬』（Steady&Co.）
- 10月24日 - 『POINT』（Cornelius）。同アルバムに『DROP』、『POINT OF VIEW POINT』、『Brazil』収録。
- 11月7日 - 『youthful days』（Mr.Children）。フジテレビ系ドラマ『アンティーク 〜西洋骨董洋菓子店〜』主題歌。
- 11月7日 - 『ムーンライト』（くず）
- 11月21日 - 『Confession』（hiro）。
- 11月28日 - 『traveling』（宇多田ヒカル）。
- 12月31日 - 第43回日本レコード大賞 - Dearest（浜崎あゆみ）

### 演劇
歌舞伎
宝塚歌劇団

### 映画
- 1月20日 - 『EUREKA』公開（監督：青山真治）
- 1月27日 - 『風花』公開（監督：相米慎二）
- 2月10日 - 『回路』公開（監督：黒沢清）
- 3月24日 - 『日本の黒い夏─冤罪』公開（監督：熊井啓）
- 9月15日 - 『ウォーターボーイズ』公開（監督：矢口史靖）
- 10月6日 - 『リリイ・シュシュのすべて』公開（監督：岩井俊二）
- 10月20日 - 『GO』公開（監督：行定勲、主演：窪塚洋介）
- 11月24日 - 『ハッシュ!』先行上映（監督：橋口亮輔、主演：田辺誠一・高橋和也・片岡礼子）。2002年4月27日から一般劇場公開。
- 12月1日 - 『ハリー・ポッターと賢者の石』（監督：クリス・コロンバス、主演：ダニエル・ラドクリフ）日本封切り。日本における興行成績は最終的に『千と千尋の神隠し』、『タイタニック』に次ぐ歴代3位となり、子供向け映画の当たり年を印象付けた。
- 12月15日 - ゴジラシリーズ第25作『ゴジラ・モスラ・キングギドラ 大怪獣総攻撃』(監督：金子修介、特技監督：神谷誠)が、『劇場版とっとこハム太郎』との併映で公開。近年成績が低迷していたが、動員240万人、興収27億1000万円の大ヒットを記録。2002年日本映画興収ランキング第3位に輝いた。

### テレビ

#### 報道
- 9月11日 - 12日：アメリカ同時多発テロ発生で、NHK・民放各局は通常番組を中止してテロ関連の報道特番を終日放送（海外の重大事件では1991年1月17日の湾岸戦争以来の大掛かりな特番体制を組んだ）。
- 10月1日 - 日テレ、朝の情報番組『ズームイン!!SUPER』（ - 2011年）放送開始。初代司会者・福澤朗アナ（2003年2月から羽鳥慎一アナ）。
- 10月1日 - 株式会社東京放送のTVのコールサインがJOKR-TVからJORX-TVに、呼称をTBSテレビジョンに改める。
- 12月1日 - 敬宮愛子内親王誕生でNHKと民放各局は19:00 - 21:00に予定されていた番組を急遽休止して慶祝特番を放送。なお、テレビ東京系列は通常通り「土曜スペシャル 鍋特集」を放送した。

#### ドラマ
- 1月 - 12月 - NHK大河ドラマ『北条時宗』
- 1月 - 3月  -フジテレビ系ドラマ『HERO』※全話視聴率30%以上の大ヒットを記録した。エランドール賞作品賞 テレビ部門（児井・田中賞）。
- 1月 - 3月 - フジテレビ系ドラマ『カバチタレ!』
- 1月 - 3月 - TBS系ドラマ『ストロベリー・オンザ・ショートケーキ』
- 1月 - 3月 - TBS系ドラマ『白い影』
- 1月24日 - 2月14日 - フジ系で放送の織田裕二主演ドラマ『ロケット・ボーイ』が織田の急病に伴い休止となったため、代替でザッツ踊る大捜査線』を『踊る〜』全11話のエピソードから厳選・再編集して放送。なお、大好評につき2月20日の火曜ワイドスペシャル枠で最終話『青島刑事よ永遠に』を再編集し『ザッツ踊る大捜査線ファイナル』と題して放送した。また『ロケット〜』は当初11話の予定を7話に縮小した。
- 2月 - 3月 - NHK『トトの世界〜最後の野生児〜』。ギャラクシー賞大賞。2000年向田邦子賞。
- 4月 - 9月 - NHK連続テレビ小説『ちゅらさん』。2001年向田邦子賞。
- 4月 - 6月 - フジテレビ系ドラマ『ラブ・レボリューション』
- 4月 - 6月 - 日本テレビ系ドラマ『明日があるさ』
- 4月 - 6月 - TBS系ドラマ『Love Story』
- 7月 - 9月 - フジテレビ系ドラマ『できちゃった結婚』
- 7月 - 9月 - フジテレビ系ドラマ『救命病棟24時』第2シリーズ
- 10月 - 2002年3月 - NHK連続テレビ小説『ほんまもん』
- 10月 - 2002年3月 - TBS系ドラマ『3年B組金八先生』第6シリーズ
- 10月 - 12月 - フジテレビ系ドラマ『アンティーク 〜西洋骨董洋菓子店〜』
- 10月 - 12月 - TBS系ドラマ『ガッコの先生』
- 10月 - 12月 - 関西テレビ系ドラマ『傷だらけのラブソング』
- 10月 - 12月 - 日本テレビ系ドラマ『レッツ・ゴー!永田町』
- その他
  - 『水戸黄門』の水戸光圀役が3代目の佐野浅夫から4代目の石坂浩二・佐々木助三郎役が3代目のあおい輝彦から4代目の岸本祐二・渥美格之進役が3代目の伊吹吾郎から4代目の山田純大にそれぞれ引き継がれる（いずれも4月2日放送開始の29部から）。

#### 特撮
- 1月 - 2002年1月 - 『仮面ライダーアギト』（テレビ朝日系）：平成仮面ライダーシリーズ第2作、仮面ライダー誕生30周年記念作品。
- 2月 - 2002年2月 - 『百獣戦隊ガオレンジャー』（テレビ朝日系）：スーパー戦隊シリーズ25作記念作品。
- 7月 - 2002年9月 - 『ウルトラマンコスモス』（毎日放送系）

#### バラエティなど諸分野
- 3月31日 - フジテレビ系『プロ野球ニュース』が25年の歴史に幕（後継番組は『すぽると!』。なお『プロ野球ニュース』は現在CS放送・フジテレビONEにて放送中）。
- 4月 - 日本テレビ系『ザ!世界仰天ニュース』放送開始。
- 4月1日 - NHK教育『天才てれびくんワイド』の司会者が角田信朗と山川恵里佳に交代（本年度のみ、山川は卒業後も2003年度までコーナー内とイベントに出演）。
- 6月30日 - 7月1日　TBS系『ファイトTV24・やればできるさ!』
- 7月21日 - 22日　フジテレビ系『FNS ALLSTARS 27時間笑いの夢列島』（テーマ曲はサザンオールスターズの「希望の轍」）
- 9月28日 - 日本テレビ系『ズームイン!!朝!』が22年7カ月の歴史に幕、翌週10月1日より『ズームイン!!SUPER』にリニューアル。
- 10月 - TBS系『中居正広の金曜日のスマたちへ』放送開始。

#### お笑い
コンテスト番組の優勝者
- 上方漫才大賞
  - 中田カウス・ボタン（吉本興業）
- NHK上方漫才コンテスト
  - ランディーズ（吉本興業）
- ABCお笑い新人グランプリ　最優秀新人賞
  - キングコング（吉本興業）
- 爆笑オンエアバトル チャンピオン大会（NHK、2000年度）
  - ルート33（吉本興業）
- M-1グランプリ（テレビ朝日系、初代）
  - 中川家（吉本興業）

#### コマーシャル
| キャッチフレーズなど           | 商品名など         | メーカー               | 出演者                           | 音楽                              |
| ------------------------------ | ------------------ | ---------------------- | -------------------------------- | --------------------------------- |
| ナナコナデシコ                 | マックスファクター | P&G                    | 松嶋菜々子                       | 千住明                            |
| 明日があるさ                   | ジョージア         | コカ・コーラ           | 浜田雅功・仲間由紀恵・藤井隆ほか | ウルフルズ                        |
| －                             | Diet Coke          | コカ・コーラ           | hitomi                           | ドナ・サマー                      |
| 飲まなきゃだめだこりゃ         | VAAM（ヴァーム）   | 明治乳業               | 高木ブー・高橋尚子               | －                                |
| Web行ってみよう!               | キリンラガービール | キリンビール           | いかりや長介・TOKIO              | いかりや長介 （ウッドベース演奏） |
| LOVE BEER?                     | サッポロ黒ラベル   | サッポロビール         | 山﨑努・豊川悦司                 | －                                |
| 三井・住友・VISAカード!        | 三井住友VISAカード | 三井住友カード         | 中山エミリ・浜田光夫             | －                                |
| 3つの味でこくっとネ            | 極つゆラーメン     | ハウス食品             | 氷川きよし・えなりかずき         | 氷川きよし                        |
| おいらはボイラ、ミウラのボイラ | ボイラー           | 三浦工業               | 島田紳助                         | －                                |
| ばっチリボディ!                | －                 | スリムビューティハウス | 坂下千里子                       | －                                |

### アニメ
アニメーション映画
- 1月13日 - 『頭文字D Third Stage』公開（監督：山口史嗣）
- 3月3日 - 『デジモンアドベンチャー02 ディアボロモンの逆襲』公開（監督：今村隆寛）。興行収入は30億円となりシリーズ最大の記録を打ち出した。同時上映は『ONE PIECE ねじまき島の冒険』。
- 3月10日 - 『ドラえもん のび太と翼の勇者たち』公開（監督：芝山努）
- 4月21日 - 『クレヨンしんちゃん 嵐を呼ぶ モーレツ!オトナ帝国の逆襲』公開（監督：原恵一）
- 4月21日 - 『名探偵コナン 天国へのカウントダウン』公開（監督：こだま兼嗣）
- 4月21日 - 『バンパイアハンターＤ』公開（監督：川尻善昭）
- 5月26日 - 『メトロポリス』公開（監督：りんたろう）
- 7月7日 - 『劇場版ポケットモンスター セレビィ 時を超えた遭遇』公開（監督：湯山邦彦）
- 7月20日 - 『千と千尋の神隠し』公開（監督：宮崎駿）。興行収入が『タイタニック』を抜き、日本新記録となった。文化庁メディア芸術祭アニメーション部門大賞。
- 9月1日 - 『カウボーイビバップ 天国の扉』公開（監督：渡辺信一郎）

テレビアニメ
- 1月9日 - 『地球少女アルジュナ』放映開始
- 4月1日 - 『デジモンテイマーズ』放映開始
- 4月1日 - 『機動天使エンジェリックレイヤー』
- 4月3日 - 『ジャングルはいつもハレのちグゥ』放映開始
- 4月5日 - 『ノワール』放映開始
- 5月8日 - 『学園戦記ムリョウ』放映開始
- 7月4日 - 『シャーマンキング』、『スクライド』放映開始
- 7月5日 - 『フルーツバスケット』放映開始
- 10月5日 - 『まほろまてぃっく』放映開始
- 10月6日 - 『星のカービィ』放映開始
- 10月10日 - 『テニスの王子様』、『ヒカルの碁』放映開始
- 10月11日 - 『HELLSING』放映開始
- 10月13日 - 『RAVE』放映開始

OVA
- 5月3日 - 2002年2月6日 -『R.O.D -READ OR DIE-』
- 12月19日（上巻）、2002年3月20日（下巻） - 『るろうに剣心_-明治剣客浪漫譚- 星霜編』

### ゲーム

#### コンピューターゲーム

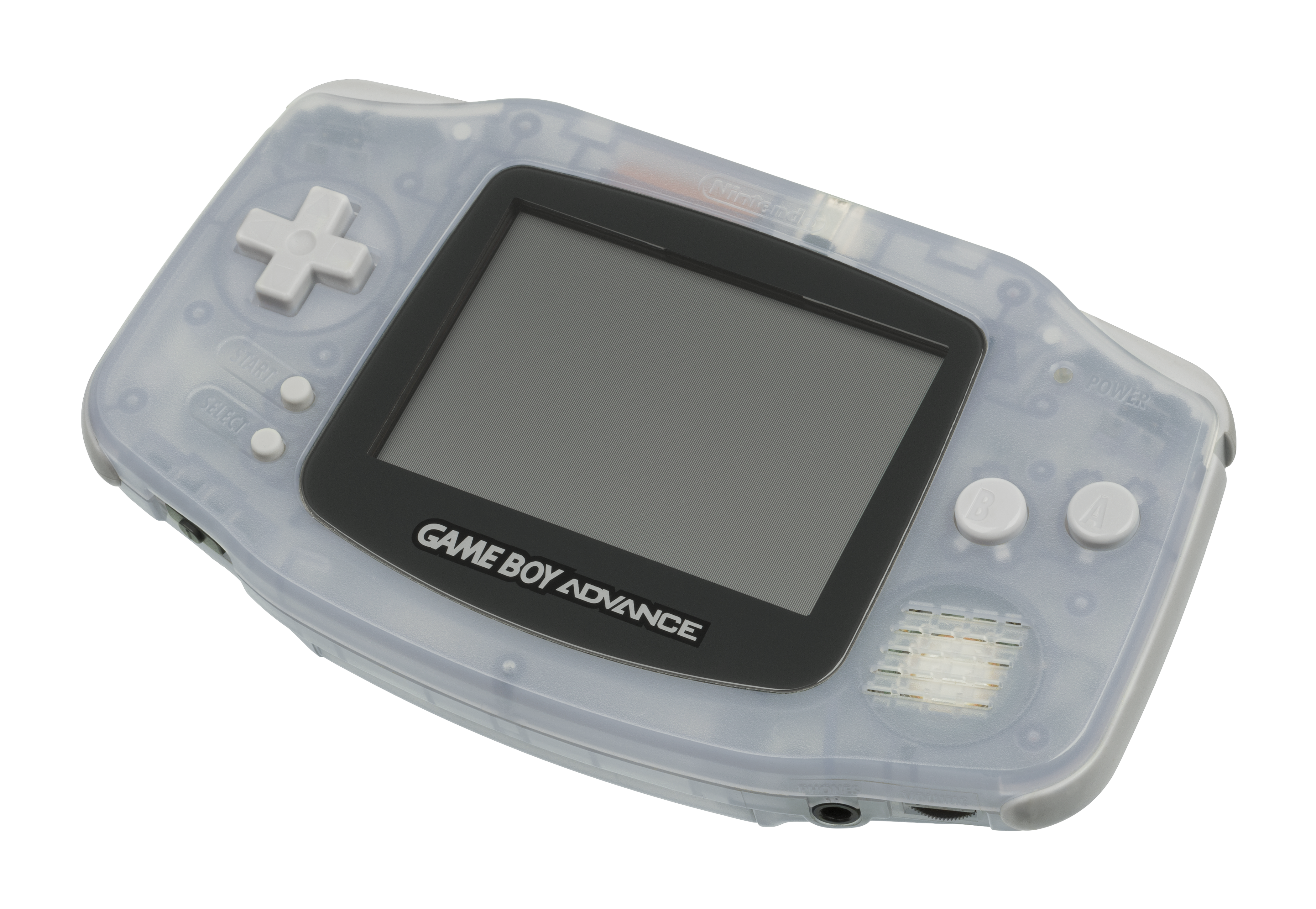
ゲームボーイアドバンス

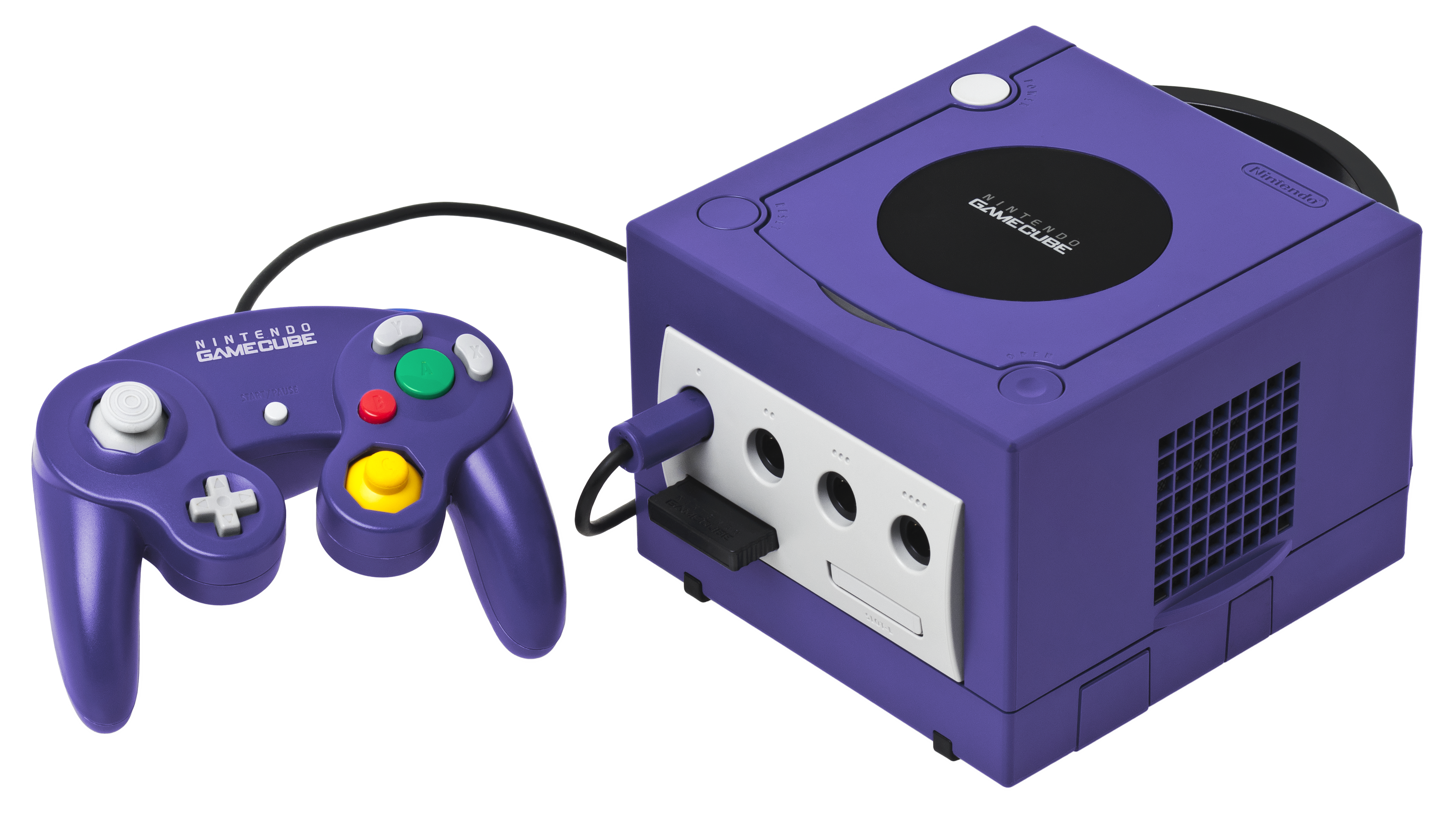
ニンテンドーゲームキューブ

- 7月25日 - 任天堂及びインテリジェントシステムズが『ティアリングサーガ』に関わる問題について、エンターブレイン及びティルナノーグを提訴。
- 10月30日 - 「ネオジオ」や『ザ・キング・オブ・ファイターズ』などの数々の人気格闘ゲームシリーズ作品の発売元で知られるゲームメーカーSNK倒産。版権はプレイモア社（後にSNKプレイモアを経てSNKを名乗る）に受け継がれる。

アーケードゲーム
テレビゲーム
- 1月25日 - カプコンがPS2用ソフト「鬼武者」を発売。PS2用ソフト初のミリオンセラーを達成。
- 3月31日 - セガが「ドリームキャスト」の製造を打ち切り、ハード機部門から完全撤退。
- 4月14日 - 任天堂がNINTENDO 64用ソフト「どうぶつの森」を発売。
- 6月19日 - セガがドリームキャスト用ソフト『ソニックアドベンチャー2』を発売。
- 7月19日 - スクウェアがPS2用ソフト『ファイナルファンタジーX』を発売。
- 8月23日 - カプコンがPS2用ソフト『デビルメイクライ』を発売。
- 9月14日 - 任天堂が家庭用ゲーム機「ニンテンドー ゲームキューブ」を発売。
- 10月26日 - 任天堂がゲームキューブ用ソフト「ピクミン」を発売。
- 11月21日 - 任天堂がゲームキューブ用ソフト『大乱闘スマッシュブラザーズDX』を発売。
- 11月29日 - カプコンがPS用ソフト『ロックマンX6』を発売。

携帯型ゲーム
- 3月21日 - 任天堂が携帯型ゲーム機「ゲームボーイアドバンス」を発売。
- 7月19日 - カプコンがGBC専用ソフト「ロックマンX2 ソウルイレイザー」を発売。
- 10月12日 - カプコンがGBA用ソフト「逆転裁判」を発売。
- 12月20日 - セガがGBA用ソフト「ソニックアドバンス」を発売。

### インターネット
開設
- 5月20日 - ウィキペディア日本語版

## スポーツ

### 総合競技大会
- 第56回国民体育大会（新世紀・みやぎ国体）
- 第1回全国障害者スポーツ大会（翔く・新世紀みやぎ大会）

### 野球
プロ野球
- セントラル・リーグ優勝：ヤクルトスワローズ
- パシフィック・リーグ優勝：大阪近鉄バファローズ（史上初の代打逆転サヨナラ満塁ホームランによる優勝決定）
- 日本シリーズ優勝：ヤクルトスワローズ（4勝1敗）
- 読売ジャイアンツの長嶋茂雄監督が勇退。
- メジャーリーグ：野茂英雄投手が2度目のノーヒットノーラン達成。

高校野球
- 第73回選抜高等学校野球大会（春）優勝：常総学院（茨城県）
- 第83回全国高等学校野球選手権大会（夏）優勝：日大三（東京都）

### サッカー
Jリーグ
- J1 1stステージ優勝：ジュビロ磐田
- J1 2ndステージ優勝：鹿島アントラーズ
- J1チャンピオンシップ年間総合優勝：鹿島アントラーズ
- ナビスコカップ優勝：横浜F・マリノス
- J2 年間優勝：京都パープルサンガ

天皇杯全日本サッカー選手権大会
- 優勝：清水エスパルス

### 相撲
大相撲 幕内最高優勝
- 初場所：貴乃花光司
- 春場所：魁皇博之
- 夏場所：貴乃花光司
- 名古屋：魁皇博之
- 秋場所：琴光喜啓司
- 九州場所：武蔵丸光洋

### プロレス
- プロレス大賞MVP 武藤敬司（全日本プロレス）
- G1クライマックス優勝：永田裕志（初優勝）
- 世界最強タッグ決定リーグ戦優勝：武藤敬司&太陽ケア組

### 陸上競技
- 世界陸上エドモントン大会：8月3日（日本時間では8月4日）-8月12日

#### マラソン
- 高橋尚子がベルリンマラソンで2時間19分46秒の世界最高記録で優勝。

### モータースポーツ
- 全日本選手権フォーミュラ・ニッポン：本山哲
- 全日本F3選手権：ブノワ・トレルイエ
- 全日本GT選手権：立川祐路、竹内浩典

### ゴルフ
- 男子賞金王：伊沢利光
- 女子賞金王：不動裕理

### 競馬
JRA主催7大競走優勝馬 
- 皐月賞：アグネスタキオン（河内洋）
- 天皇賞（春）：テイエムオペラオー（和田竜二）
- 東京優駿：ジャングルポケット（角田晃一）
- 菊花賞：マンハッタンカフェ（蛯名正義）
- 天皇賞（秋）：アグネスデジタル（四位洋文）
- ジャパンカップ：ジャングルポケット（O.ペリエ）
- 有馬記念：マンハッタンカフェ（蛯名正義）

### 競輪
- グランプリ：伏見俊昭

### 競艇
- 賞金王：田中信一郎

## 誕生

### 1月
- 1月1日 - 古賀悠聖、将棋棋士
- 1月1日 - 斉藤里奈、グラビアアイドル
- 1月2日 - 樋口新葉、フィギュアスケート選手
- 1月2日 - 田辺美月、元SKE48
- 1月2日 - 東あさか、モデル、元ジュニアアイドル
- 1月4日 - 奥村野乃花、元虹のコンキスタドール
- 1月5日 - 小泉遥香、超ときめき♡宣伝部
- 1月5日 - 春名真依、元たこやきレインボー
- 1月6日 - 若林瑠星、モデル
- 1月8日 - 山﨑大地、サッカー選手
- 1月8日 - 山田杏奈、女優
- 1月8日 - 吉成名高、ムエタイ選手
- 1月9日 - 竹内唯人、歌手、YouTuber
- 1月9日 - 音井結衣、アイドル（SWEET STEADY）
- 1月10日 - 大堀亮之介、サッカー選手
- 1月10日 - 新井舞良、ファッションモデル
- 1月10日 - 中町綾、YouTuber
- 1月11日 - 喜田純鈴、新体操選手
- 1月12日 - 吉田輝星、プロ野球選手
- 1月13日 - 安藤千伽奈、元NGT48
- 1月14日 - 高橋希良、タレント、元AKB48
- 1月14日 - なえなの、YouTuber、TikToker
- 1月14日 - 西山怜那、元AKB48
- 1月15日 - 工藤菫、アップアップガールズ（仮）、元choco☆milQ
- 1月17日 - 成瀬竣平、サッカー選手
- 1月17日 - 松風理咲、女優
- 1月18日 - 荒井祭里、飛込競技選手
- 1月18日 - 島雄壮大、BE:FIRST
- 1月18日 - 富田鈴花、日向坂46
- 1月18日 - 兵頭葵、STU48
- 1月19日 - 髙松瞳、=LOVE
- 1月19日 - 人見古都音、タレント、元AKB48
- 1月19日 - 鎗田千裕、元子役
- 1月20日 - 相澤ピーターコアミ、サッカー選手
- 1月21日 - 小林正宗、元子役
- 1月22日 - 中山陸、サッカー選手
- 1月24日 - 北川愛乃、SKE48
- 1月25日 - 木村真那月、女優
- 1月25日 - 久保井仁菜、柔道選手
- 1月26日 - 小椋藍、オートバイレーサー
- 1月27日 - 槙いずな、AV女優
- 1月28日 - 荒巻美咲、元HKT48
- 1月28日 - ときわ藍、漫画家
- 1月28日 - 中村優花、スノーボード選手
- 1月28日 - 鎌田乃愛、元女子プロ野球選手
- 1月29日 - 井上梨名、櫻坂46
- 1月29日 - 永井穂花、元ラストアイドル、元子役
- 1月29日 - 湯川玲菜、女優 (劇団4ドル50セント)
- 1月29日 - 宮田大輔、プロアイスホッケー選手
- 1月31日 - 上間永遠、プロ野球選手
- 1月31日 - 織田莉子、新体操選手
- 1月31日 - 小嶋凛、YUMEADO EUROPE、元A応P

### 2月
- 2月1日 - 富永啓生、バスケットボール選手
- 2月1日 - 南後杏子、TBSアナウンサー
- 2月2日 - 桜井千春、AV女優
- 2月2日 - 原舞歌、女優
- 2月2日 - 牧野真莉愛、モーニング娘。
- 2月2日 - 松本璃奈、元ザ・コインロッカーズ
- 2月3日 - 乙白さやか、AV女優
- 2月4日 - 青木柚[16]、俳優、声優
- 2月4日 - 春名風花、声優 、女優
- 2月8日 - 佐藤翔馬、競泳選手
- 2月8日 - 嶋崎百萌香、女優、元NMB48
- 2月8日 - 姫子、ファッションモデル
- 2月9日 - 阿部芽唯、元AKB48
- 2月9日 - 斎藤新、競馬騎手
- 2月10日 - 工藤恭子（英語版）、水球選手
- 2月11日 - 柳川みあ、グラビアアイドル
- 2月13日 - 市村愛里、HKT48
- 2月13日 - 箕迫かな、吉本坂46
- 2月14日 - 太田椋、プロ野球選手
- 2月14日 - 吉良りん、AV女優
- 2月14日 - 芳田真、柔道選手
- 2月14日 - 坂原愛海、元女子プロ野球選手
- 2月15日 - 桂嵐斗、柔道選手
- 2月15日 - 丹生明里、日向坂46
- 2月15日 - 𠮷田桃、ミュージシャン (ギミテック、朝日に檸檬)、元ザ・コインロッカーズ
- 2月16日 - 吉野未優、元AKB48
- 2月17日 - 中本大賀、歌手 (円神-エンジン-)、元青春高校3年C組
- 2月18日 - 葵いぶき、AV女優
- 2月19日 - 藤田和輝、サッカー選手
- 2月20日 - 坂口有望、シンガーソングライター
- 2月22日 - 横山結衣、女優、元AKB48
- 2月22日 - 横山玲奈、モーニング娘。
- 2月23日 - 久間田琳加、ファッションモデル、女優
- 2月23日 - 前川歌音、女優、元青春高校3年C組女子アイドル部
- 2月24日 - 小林サラ、ファッションモデル
- 2月24日 - 竹内ななみ、元SKE48
- 2月26日 - 湯川ひな、女優
- 2月28日 - 黒須遥香、KLP48、元AKB48
- 2月28日 - 反田葉月、タレント、女優、元PALET、元なんきんペッパー

### 3月
- 3月1日 - 大川莉央、モデル、元AKB48
- 3月1日 - 小森虹那、モデル、風男塾
- 3月2日 - 後藤希友、ソフトボール選手
- 3月2日 - 山田南実、グラビアアイドル、元Pimm's
- 3月3日 - 志賀紅音、アイスホッケー選手
- 3月4日 - 牧野翔矢、プロ野球選手
- 3月6日 - 伊澤柾樹、元子役
- 3月8日 - わかゔぁ、YouTuber、(フォーエイト48)
- 3月8日 - 長城祝華、女優、元3B junior、元チーム大王イカ
- 3月8日 - 林遼威、元子役
- 3月8日 - 和田桜子、元こぶしファクトリー
- 3月9日 - 水谷瞬、プロ野球選手
- 3月9日 - 渡邉歩咲、タレント、元NGT48
- 3月12日 - 高橋文哉、俳優、モデル
- 3月12日 - 上野美優、カーリング選手
- 3月14日 - 下間花梨、ラストアイドル
- 3月14日 - 中沖凜、元アップアップガールズ（2）
- 3月15日 - 井頭愛海、女優
- 3月15日 - 長谷川玲奈、声優、タレント、元NGT48
- 3月15日 - 原かれん、元NMB48
- 3月16日 - 中村拓海、サッカー選手
- 3月16日 - 西井美桜、SKE48
- 3月16日 - 持田優奈、元青春高校3年C組女子アイドル部
- 3月16日 - 橋本乃依、女優
- 3月17日 - 三品瑠香、わーすた
- 3月19日 - 齋藤美雪、グラビアアイドル
- 3月22日 - 小宮りりか、元子役
- 3月23日 - 安藤咲桜、タレント、元つりビット
- 3月23日 - ジョナゴールド、歌手、元りんご娘、元アルプスおとめ
- 3月24日 - 中野愛理、SKE48
- 3月24日 - 矢崎希菜、モデル、女優、タレント
- 3月25日 - 髙田真史帆、TREASURE
- 3月26日 - 吉井章、競馬騎手
- 3月26日 - 吉田守一、ハンドボール選手
- 3月27日 - 永野芹佳、AKB48
- 3月27日 - 松田紫野、サッカー選手
- 3月28日 - 楪カレン、AV女優
- 3月29日 - 市川悠太、元プロ野球選手
- 3月29日 - 加賀美まり、AV女優
- 3月29日 - 齋藤有紗、元青春高校3年C組女子アイドル部
- 3月30日 - 森日菜美、女優、グラビアアイドル
- 3月30日 - 服部有菜、元AKB48
- 3月31日 - 三鴨アーサー、元青春高校3年C組

### 4月
- 4月2日 - 伊藤海斗、プロ野球選手
- 4月2日 - 大塚健、スノーボード選手
- 4月2日 - 南羽諒、元NMB48
- 4月3日 - 下尾みう、AKB48
- 4月3日 - 村尾莉采、日本海テレビアナウンサー
- 4月4日 - マコ、NiziU
- 4月4日 - 出町杏奈、タレント
- 4月5日 - 都筑有夢路、プロサーファー
- 4月7日 - 中野あいみ、原宿駅前パーティーズ (ふわふわ)
- 4月10日 - 柏竹琉、卓球選手
- 4月10日 - 森本栞菜、女優
- 4月12日 - 南波陽向、元NMB48
- 4月12日 - 湯上響花、ファッションモデル
- 4月13日 - 鈴木瞳美、≠ME、元原宿駅前パーティーズ (ふわふわ)
- 4月13日 - 土肥航大、サッカー選手
- 4月13日 - 松村優太、サッカー選手
- 4月13日 - 大熊和奏、声優
- 4月14日 - 田口珠李、ファッションモデル、タレント
- 4月16日 - 奥川恭伸、プロ野球選手
- 4月16日 - 玉村昇悟、プロ野球選手
- 4月17日 - 黒川史陽、プロ野球選手
- 4月18日 - 及川雅貴、プロ野球選手
- 4月19日 - 清司麗菜、NGT48
- 4月20日 - 香音、ファッションモデル、女優
- 4月20日 - 小林莉奈、夜光性アミューズ、元NMB48
- 4月21日 - 松崎梨央、原宿駅前パーティーズ (ふわふわ)
- 4月21日 - 水町みゆ、女流将棋棋士
- 4月23日 - 浅田将汰、プロ野球選手
- 4月23日 - 高倉萌香、元NGT48
- 4月24日 - 高梨あい、グラビアアイドル
- 4月25日 - 三代目市川福太郎、歌舞伎役者、元子役
- 4月25日 - 峰平朔良、女優
- 4月26日 - 上野響平、プロ野球選手
- 4月26日 - 斉藤花耶、タレント
- 4月26日 - 珠鈴、歌手、モデル
- 4月27日 - 船井美玖、元ザ・コインロッカーズ
- 4月27日 - 末永香乃、アイドル、声優
- 4月28日 - 夢咲ももな、モデル
- 4月28日 - 幾田まち、AV女優
- 4月29日 - 廣瀬真人、BE:FIRST
- 4月30日 - 小西杏優、元転校少女*、元つりビット
- 4月30日 - 平野心暖、元子役
- 4月30日 - 西元めいさ、AV女優、アイドル

### 5月
- 5月1日 - 浅水咲良、元子役
- 5月1日 - Cocomi、モデル
- 5月2日 - 河村勇輝、バスケットボール選手
- 5月2日 - 藤尾翔太、サッカー選手
- 5月4日 - 尾崎ヒカル、ハープスター
- 5月4日 - 山瀬慎之助、プロ野球選手
- 5月5日 - 石川咲姫、L・I・E・P、元SKE48
- 5月7日 - 小林珠維、プロ野球選手
- 5月7日 - 段原瑠々、Juice=Juice
- 5月8日 - 影山優佳、元日向坂46
- 5月8日 - 須藤沙織、声優
- 5月10日 - 田平起也、元サッカー選手
- 5月10日 - 浪花ほのか、ファッションモデル
- 5月10日 - 本田風智、サッカー選手
- 5月12日 - 岡本莉音、ファッションモデル、女優
- 5月12日 - 早坂つむぎ、元ザ・コインロッカーズ、元AKB48
- 5月12日 - 森青葉、Awww!、元3B junior、元チームホタルイカ、元はちみつロケット
- 5月12日 - 欧勝海成矢、大相撲力士
- 5月13日 - 井上温大、プロ野球選手
- 5月16日 - 鈴木あゆ、元アップアップガールズ（仮）、元アイドルカレッジ
- 5月16日 - 西尾隆矢、サッカー選手
- 5月16日 - 実土里、ライスボール
- 5月17日 - 小橋マリカ、プロレスラー
- 5月18日 - 翼あおい、AV女優
- 5月20日 - 後藤萌咲、モデル、元AKB48
- 5月20日 - 韮澤雄也、プロ野球選手
- 5月20日 - 松田詠太郎、サッカー選手
- 5月21日 - 蔵本美結、元AKB48
- 5月21日 - 堀田賢慎、プロ野球選手
- 5月21日 - 楡井希実、声優
- 5月22日 - 落合希来里、≠ME
- 5月22日 - 黒澤美澪奈、元さくら学院、元Ciào Smiles
- 5月23日 - 佐藤永基、プロアイスホッケー選手
- 5月24日 - 鶴嶋乃愛、女優、ファッションモデル
- 5月26日 - 黒田照龍、元青春高校3年C組
- 5月26日 - 柴田壮介、サッカー選手
- 5月27日 - 佐久本和夢、タレント
- 5月27日 - ブラウン・ノア賢信、サッカー選手
- 5月27日 - 三井大輝、サッカー選手
- 5月28日 - 佐々木莉佳子、元アンジュルム
- 5月28日 - 上西怜、元NMB48
- 5月28日 - 武岡龍世、プロ野球選手
- 5月28日 - 谷口もか、元AKB48
- 5月29日 - 小貫莉奈、女優
- 5月29日 - 八木梨早、フリーアナウンサー
- 5月30日 - 鈴木碧斗、陸上競技選手

### 6月
- 6月1日 - 松岡大起、サッカー選手
- 6月2日 - 小山星流、アップアップガールズ（仮）
- 6月2日 - 御家瀬緑、陸上競技選手
- 6月3日 - 髙橋真生、元NGT48
- 6月3日 - 松浦愛弓、女優、声優
- 6月4日 - 久保建英、サッカー選手
- 6月6日 - ねお、タレント、ファッションモデル
- 6月8日 - 安田桃寧、元NMB48
- 6月11日 - 川本梨誉、サッカー選手
- 6月11日 - 椿明来、YouTuber、TikToker、元KissBee
- 6月12日 - 井上瑠夏、SKE48
- 6月13日 - 友恵温香、タレント
- 6月14日 - 田中康湧、囲碁棋士
- 6月15日 - 武藤敦貴、プロ野球選手
- 6月16日 - 森永新菜、元アップアップガールズ（2）
- 6月17日 - 宇都秀星、元子役
- 6月17日 - 黒川和樹、陸上競技選手
- 6月18日 - 矢吹奈子、女優、元HKT48、元IZ*ONE
- 6月19日 - 酒井夏海、競泳選手
- 6月19日 - 原田清花、STU48
- 6月19日 - 松田七星、元子役
- 6月20日 - 井上航希、サッカー選手
- 6月20日 - 笹生優花、プロゴルファー
- 6月21日 - エブラヒミ椎菜、タレント
- 6月22日 - 石川昂弥、プロ野球選手
- 6月22日 - 出口結菜、元NMB48
- 6月23日 - 塚元大、サッカー選手
- 6月24日 - 栗原舞優、虹のコンキスタドール
- 6月25日 - 平手友梨奈、女優、元欅坂46
- 6月25日 - 小高実優、女優
- 6月25日 - 草野直哉、大相撲力士
- 6月27日 - 蒼波純、女優、モデル
- 6月27日 - 富樫慧士、俳優、モデル
- 6月27日 - 日比野芽奈、元青春高校3年C組女子アイドル部、元みにちあ☆ベアーズ、元3B junior
- 6月28日 - 上田樹、サッカー選手
- 6月28日 - 川野涼多、プロ野球選手
- 6月28日 - 古賀若菜、柔道選手
- 6月29日 - 本田ななか、キックボクサー
- 6月30日 - 西田ひらり、女優、歌手 (元ONE CHANCE)、元GEM
- 6月30日 - 晴山岬、サッカー選手

### 7月
- 7月1日 - 白石優愛、女優
- 7月2日 - 岩田桃夏、元NMB48
- 7月2日 - 近藤魁成、キックボクサー
- 7月3日 - 東妻純平、プロ野球選手
- 7月4日 - 池田航、サッカー選手
- 7月5日 - 水上桂、プロ野球選手
- 7月7日 - 白川ゆず、AV女優
- 7月7日 - 高橋七実、モデル、元NGT48
- 7月7日 - HICO、歌手、エンターテイナー
- 7月7日 - 八木莉可子、モデル
- 7月7日 - 那須ほほみ、モデル、女優
- 7月9日 - 小田愛実、ファッションモデル
- 7月9日 - 瀧脇笙古、=LOVE
- 7月10日 - 森田ひかる、櫻坂46
- 7月10日 - 山田楓喜、サッカー選手
- 7月12日 - 榛澤力、プロアイスホッケー選手
- 7月13日 - 朝飛真実、柔道選手
- 7月14日 - 久保史緒里、乃木坂46
- 7月14日 - 南乃そら、AV女優
- 7月15日 - 上見天乃、元AKB48
- 7月16日 - 小林萌夏、女優、元子役
- 7月16日 - 松葉愛海、ファッションモデル
- 7月16日 - 三原秀真、サッカー選手
- 7月16日 - 三浦稜介、プロアイスホッケー選手
- 7月17日 - 井上広輝、プロ野球選手
- 7月17日 - 井上玲音、Juice=Juice、元こぶしファクトリー
- 7月17日 - 坂口英里、元女子プロ野球選手
- 7月18日 - 安部若菜、NMB48
- 7月18日 - 川鍋朱里、元ファッションモデル
- 7月18日 - 熊田聖亜、元子役
- 7月19日 - 下口ひなな、元AKB48
- 7月20日 - 友田オレ、お笑い芸人
- 7月21日 - 山崎亜美瑠、元NMB48
- 7月21日 - 高梨優佳、インフルエンサー
- 7月23日 - 河田陽菜、日向坂46
- 7月23日 - 菊田拡和、プロ野球選手
- 7月24日 - 中村龍雅、サッカー選手
- 7月25日 - 坂井仁香、超ときめき♡宣伝部
- 7月27日 - 木村俊太、プロアイスホッケー選手
- 7月28日 - 加藤夏歌、モデル、YouTuber
- 7月29日 - 河口夏音、≠ME
- 7月29日 - 吉澤真彩、フリーアナウンサー
- 7月30日 - 川崎颯太、サッカー選手
- 7月30日 - あかせあかり、コスプレイヤー、タレント、グラビアアイドル
- 7月30日 - 橋本寛太、プロアイスホッケー選手
- 7月31日 - 西村碧莉、スケートボード選手
- 7月31日 - 律月ひかる、いぎなり東北産

### 8月
- 8月1日 - 遠藤みゆ、原宿駅前パーティーズ (ふわふわ)
- 8月3日 - 坂詰姫野、テニス選手
- 8月4日 - 加藤清史郎、俳優、タレント
- 8月4日 - 小林里乃、元子役
- 8月4日 - 櫻川ソロモン、サッカー選手
- 8月5日 - 大下美瑠、元青春高校3年C組
- 8月5日 - 松岡花佳、ファッションモデル、女優
- 8月5日 - 横山陸人、プロ野球選手
- 8月6日 - 宇田幸矢、卓球選手
- 8月7日 - 大西流星、関西ジャニーズJr. (なにわ男子)、歌手、俳優
- 8月7日 - 橋本大輝、体操競技選手
- 8月7日 - 春日えな、AV女優
- 8月8日 - 賀喜遥香、乃木坂46
- 8月8日 - 北川悠理、元乃木坂46
- 8月9日 - 佐藤璃果、乃木坂46
- 8月9日 - 広瀬優一、囲碁棋士
- 8月9日 - 夏弓えれな、グラビアモデル、アイドル
- 8月10日 - 斉藤光毅、サッカー選手
- 8月10日 - 古川ほのか、AV女優
- 8月11日 - 板橋洋青、サッカー選手
- 8月11日 - 小林誠也、リュージュ選手
- 8月11日 - 下島輝星、元ザ・コインロッカーズ
- 8月11日 - 森長一誠、タレント、ファッションモデル
- 8月12日 - 井上広大、プロ野球選手
- 8月12日 - 小田裕太郎、サッカー選手
- 8月12日 - 吉川ひより、超ときめき♡宣伝部
- 8月12日 - 佐久間はづき
- 8月12日 - 藤井凜華
- 8月13日 - 前佑囲斗、プロ野球選手
- 8月14日 - 栗原イブラヒム・ジュニア、サッカー選手
- 8月15日 - 佐藤詩音、元子役
- 8月15日 - 髙田颯也、サッカー選手
- 8月16日 - 大沼柚希、元子役
- 8月17日 - 猪俣周杜、アイドル（timelesz）
- 8月18日 - 井出敬大、サッカー選手
- 8月18日 - 武藤潤、俳優、歌手 (原因は自分にある。)
- 8月19日 - 大野百花、元子役
- 8月20日 - 對馬優菜子、元NGT48
- 8月20日 - 濵咲友菜、元AKB48
- 8月20日 - 浜田朝光、TREASURE
- 8月21日 - 本田真凜、フィギュアスケート選手
- 8月22日 - 上島楓、元HKT48
- 8月23日 - 稲垣鈴夏、元子役
- 8月24日 - 木村誠二、サッカー選手
- 8月24日 - 其原有沙、タレント、元乙女新党
- 8月24日 - 松岡朱里、テレビ朝日アナウンサー
- 8月25日 - 宮城大弥、プロ野球選手
- 8月26日 - 826aska、エレクトーン奏者
- 8月28日 - 樋口なづな、SUPER☆GiRLS
- 8月28日 - 田向星華、モデル、タレント
- 8月29日 - 藤吉夏鈴、櫻坂46
- 8月30日 - 美佳、ファッションモデル
- 8月30日 - 池﨑理人、INI
- 8月31日 - 森七菜、女優

### 9月
- 9月2日 - 髙橋藍、バレーボール選手
- 9月3日 - 伊藤彩未、カーリング選手
- 9月4日 - 松本凪生、サッカー選手
- 9月6日 - 仲美海、女優 (劇団4ドル50セント)
- 9月6日 - 二ノ宮ゆい、声優
- 9月6日 - 野島樺乃、歌手 (＆)、元SKE48
- 9月6日 - 斎藤さらら、女優
- 9月8日 - 古川優奈、ファッションモデル
- 9月10日 - 稲垣柚香、レスリング選手
- 9月10日 - 四代目中村歌之助、歌舞伎役者
- 9月11日 - 米田みいな、ラストアイドル
- 9月12日 - 青木りさ、＃2i2
- 9月12日 - 染野唯月、サッカー選手
- 9月12日 - 田中美久、元HKT48
- 9月13日 - 加藤千笑、女流囲碁棋士
- 9月13日 - 西純矢、プロ野球選手
- 9月14日 - 鏡優翔、レスリング選手
- 9月14日 - 倉本すみれ、AV女優
- 9月15日 - 鮎川峻、サッカー選手
- 9月15日 - 武田英寿、サッカー選手
- 9月16日 - 加藤聖、サッカー選手
- 9月17日 - 有働優菜、元ザ・コインロッカーズ
- 9月18日 - 夢道鵬幸成、大相撲力士
- 9月19日 - 赤崎月香、女優、タレント
- 9月19日 - 五十嵐早香、グラビアアイドル、元SKE48
- 9月19日 - 井上美優、元AKB48
- 9月19日 - 遠藤成、プロ野球選手
- 9月19日 - 高橋祐翔、サッカー選手
- 9月19日 - 倉田乃彩、モデル、YouTuber
- 9月19日 - 鎌田悠希、プロアイスホッケー選手
- 9月19日 - 赤崎月香、元女優、元タレント
- 9月20日 - 山内瑞葵、AKB48
- 9月21日 - 髙橋楓翔、俳優 (元EBiDAN)、タレント、モデル
- 9月22日 - 髙橋ひかる、女優、ファッションモデル
- 9月23日 - 桜田愛音、グラビアアイドル、女優
- 9月24日 - バングーナガンデ佳史扶、サッカー選手
- 9月26日 - 長岡秀樹、プロ野球選手
- 9月27日 - 戸塚優斗、スノーボード選手
- 9月27日 - 結那、女優、モデル、声優
- 9月27日 - 中村麗乃、女優、元乃木坂46
- 9月29日 - 香川メレ優愛ハヴィリ、ラグビー選手
- 9月30日 - 花咲楓香、グラビアアイドル

### 10月
- 10月3日 - 遠藤さくら、乃木坂46
- 10月3日 - 山之内すず、モデル、タレント、女優
- 10月4日 - 出口夏希[17]、ファッションモデル、女優
- 10月4日 - 増原海夕、アイスホッケー選手
- 10月5日 - 山﨑すがら、タレント、俳優、シンガーソングライター、映像作家
- 10月5日 - ボールドウィン零、元青春高校3年C組女子アイドル部
- 10月6日 - 安齋陽菜、ファッションモデル、タレント
- 10月6日 - 本田仁美、SAY MY NAME、元AKB48、元IZ*ONE
- 10月7日 - 鈴木寛人、元プロ野球選手
- 10月9日 - 小野寺綾音、なんキニ!
- 10月12日 - 小茅楓
- 10月14日 - 松永あかね、声優
- 10月16日 - 鯨井友羽、元子役
- 10月17日 - 秋元晏斗玲、元子役
- 10月18日 - 張織慧、タレント、元STU48
- 10月18日 - 藤田健斗、プロ野球選手
- 10月19日 - 達家真姫宝、元煌めき☆アンフォレント、元AKB48
- 10月20日 - 京極おきな、アーティスティックスイミング選手
- 10月23日 - 髙田彪我、歌手 (さくらしめじ)、俳優
- 10月24日 - 馬場晴也、サッカー選手
- 10月24日 - YUUGA、タレント、風男塾
- 10月25日 - 川瀬あやめ、元ukka
- 10月25日 - 下江梨菜、元子役
- 10月25日 - 鈴木唯人、サッカー選手
- 10月26日 - 青柳佑芽、アップアップガールズ（仮）
- 10月26日 - 上野愛咲美、女流囲碁棋士
- 10月26日 - 山田陶子、元子役
- 10月27日 - 平川結月、女優
- 10月27日 - 松橋優安、サッカー選手
- 10月27日 - しず、女子サッカー
- 10月28日 - 加藤翼、元子役
- 10月29日 - 大芝りんか、元SKE48
- 10月31日 - 池田朱那、女優
- 10月31日 - 金川紗耶、乃木坂46
- 10月31日 - 竹内愛紗、女優

### 11月
- 11月1日 - 谷内田哲平、サッカー選手
- 11月2日 - 丸山歩夢、元子役
- 11月3日 - 佐々木朗希、プロ野球選手
- 11月3日 - 白井空良、スケートボード選手
- 11月4日 - 小椋梨央、女優、タレント
- 11月5日 - 佐藤杏樹、元NGT48
- 11月5日 - 寺本莉緒、女優、グラビアアイドル
- 11月5日 - 福崎那由他、俳優
- 11月5日 - 女鹿椰子、元青春高校3年C組女子アイドル部
- 11月5日 - 山咲夢華、dela
- 11月6日 - 藤井菜央、吉本坂46
- 11月6日 - 町音葉、元SKE48
- 11月6日 - 山中琉聖、オートバイレーサー
- 11月6日 - 関桃子、元女子プロ野球選手
- 11月6日 - 松尾実李果、タレント
- 11月6日 - 聖愛、キックボクサー
- 11月7日 - 小畑裕馬、サッカー選手
- 11月7日 - 塚本颯来、タレント、元みにちあ☆ベアーズ、元3B junior、元はちみつロケット
- 11月10日 - 阪口珠美、タレント、元乃木坂46
- 11月11日 - 吉井添、ファッションモデル
- 11月12日 - 齋れいな、女優、モデル
- 11月12日 - 中村柚葉、元女子プロ野球選手
- 11月12日 - 一意虎風、大相撲力士
- 11月13日 - 太陽、ライスボール
- 11月14日 - 香月杏珠、グラビアアイドル
- 11月14日 - 菅原早記、タレント、元STU48
- 11月17日 - 鈴木ちなみ、元女子プロ野球選手
- 11月18日 - 鏡味のぞみ、元ザ・コインロッカーズ
- 11月18日 - 清田航陽、歌手 (Team Mercury From Zero PLANET)
- 11月19日 - 植木美心、元ザ・コインロッカーズ
- 11月19日 - 菅叶和、声優
- 11月20日 - 大岩千未来、新体操選手
- 11月20日 - 永島龍之介、歌手 (Zero PLANET)
- 11月22日 - 石浦大雅、サッカー選手
- 11月22日 - 髙橋彩香、元AKB48
- 11月23日 - 天音ゆい、AV女優
- 11月26日 - 白岩優奈、フィギュアスケート選手
- 11月26日 - 元木湧、ジャニーズJr. (少年忍者)
- 11月27日 - 淡路ゆえ、dela
- 11月27日 - 時天嵐信男、大相撲力士
- 11月28日 - 上野優佳、フェンシング選手
- 11月28日 - 後藤理花、元ザ・コインロッカーズ
- 11月28日 - 西村瑠香、元青春高校3年C組女子アイドル部
- 11月28日 - 亀山真依、熊本放送アナウンサー
- 11月30日 - 赤坂麻凪、元りんご娘（彩香）、元アルプスおとめ
- 11月30日 - 高橋夢大、レスリング選手
- 11月30日 - 二木蒼生、タレント、元こけぴよ

### 12月
- 12月1日 - 敬宮愛子内親王、皇族 (今上天皇第一女子)
- 12月1日 - 石川大翔、歌手 (Team Mercury From Zero PLANET)
- 12月2日 - 柿崎芽実、元日向坂46
- 12月2日 - 森嶋あんり、＃2i2、グラビアアイドル
- 12月4日 - 大槻理子、グラビアアイドル、女優 (劇団4ドル50セント)
- 12月5日 - 松田凜日、ラグビー選手
- 12月7日 - 山下彩耶[18]、タイトル未定、元夢みるアドレセンス
- 12月7日 - 井手美希、グラビアアイドル
- 12月8日 - 美ノ嶋めぐり、AV女優
- 12月11日 - 小林海人[19]、元子役
- 12月11日 - 竹内龍臣、プロ野球選手
- 12月11日 - 山田寿々、タレント、元NMB48
- 12月12日 - 細田佳央太、俳優
- 12月12日 - 山本理仁、サッカー選手
- 12月13日 - 石田凌太郎、サッカー選手
- 12月13日 - 三田大生、大相撲力士
- 12月14日 - 岩渕麗楽、スノーボード選手
- 12月14日 - 天翔愛、女優
- 12月15日 - 前田美波、AV女優
- 12月15日 - 中島照人、プロアイスホッケー選手
- 12月16日 - 袴田佳名瑚、柔道選手
- 12月17日 - 小野田紗栞、つばきファクトリー
- 12月17日 - 三浦璃来、フィギュアスケート選手
- 12月18日 - 小畑優奈、タレント、元SKE48
- 12月18日 - 山下哲平、元子役
- 12月19日 - 小坂凛、スピードスケート選手
- 12月20日 - 公野舞華、タレント、元Awww!、元3B junior、元はちみつロケット
- 12月22日 - 大森莉緒、Ma'Scar'Piece、元ラストアイドル
- 12月22日 - 田部隼人、元プロ野球選手
- 12月26日 - 青島妃菜、ファッションモデル、YouTuber
- 12月26日 - 網代聖人、ファッションモデル、俳優、歌手 (LADY steady GO、元Zero PLANET)
- 12月26日 - 小栗有以[20]、AKB48
- 12月28日 - 冨田るき、スノーボード選手
- 12月31日 - 本多灯、競泳選手
- 12月31日 - 金谷鞠杏、モデル、歌手、GENIC

### 人物以外
- 3月20日 - キングカメハメハ、競走馬
- 4月15日 - ハーツクライ、競走馬
- 4月18日 - くぅ〜ちゃん、モデル犬
- 10月1日 - パンくん、チンパンジー